# 胜朝松江邦彦画像册
胜朝松江邦彦画像册又稱松江邦彦图、松江邦彦画像册、邦彦画像、云闻邦彦画像、邦彦图像，是一本描绘明代松江府人物的肖像集，共94人。原有110幅，现存99幅。其中有陆深、徐阶、陆树声、张弼、潘恩、沈恩、冯恩、董其昌、陈继儒、夏允彝、夏完淳、陈子龙等人。

## 概況
作者为清代松江府娄县人徐璋。該肖像冊於乾隆九年（1744年）年完成。徐璋依据前人所画的肖像以及其他资料後再经过自己的想象而畫成。徐璋创作完成后，其子徐镐又续补。胜朝松江邦彦画像册在流傳過程中不少畫像丟失，一度只剩39幅。後來又有不少画家补绘，其中以改琦画的最多。徐璋父子的原作被稱為「徐本」，改琦的摹本被稱為「改本」。咸丰初年，松江府知府何士祁讓府学收藏改本，后改本在太平天国战乱中散失。光绪十七年（1891年），顾香远等害怕胜朝松江邦彦画像册再丟失，於是將畫冊中的91人刻在书条石上。书条石原本放在松江府学宫明伦堂，后來移到醉白池內。而胜朝松江邦彦画像册的徐本一度由松江收藏家韩应陛家族收藏。1936年又被松江县教育图书博物馆收藏。中國抗日战争全面爆發前夕，馆长雷君彦將胜朝松江邦彦画像册的徐本帶到上海。日本投降后，雷君彦将徐本交給松江县图书馆的筹备处。中華人民共和國成立後，徐本由当时松江縣所属的南京博物院收藏。

## 圖集

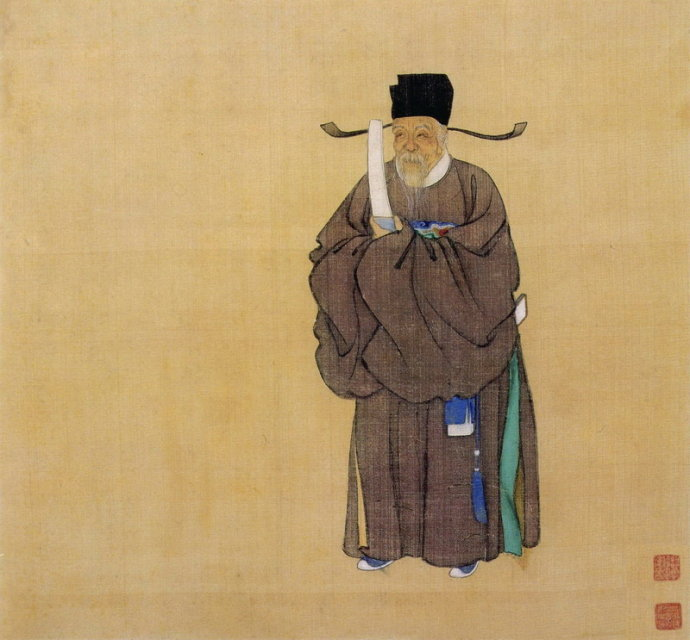
全思誠
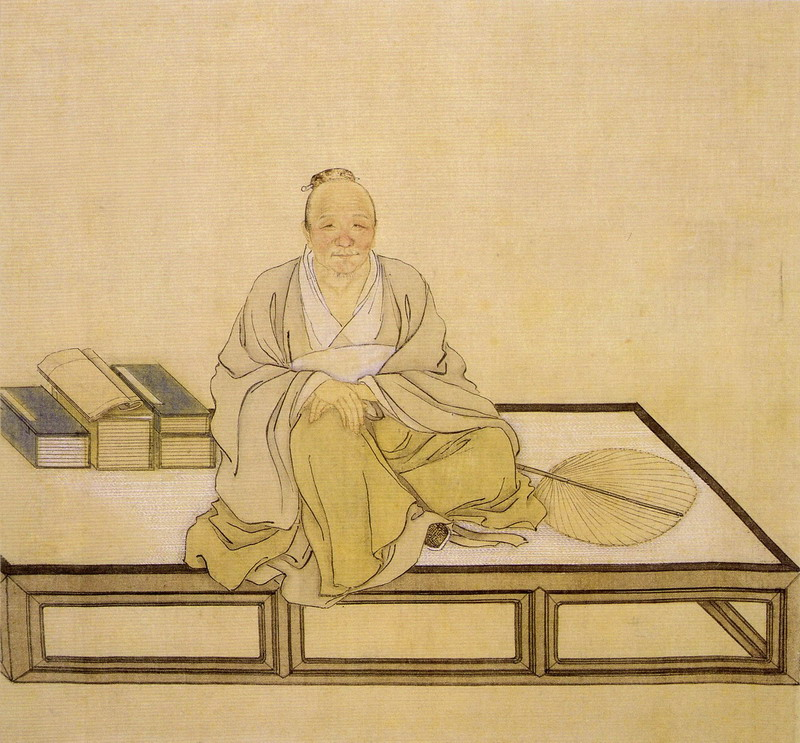
倪瓚
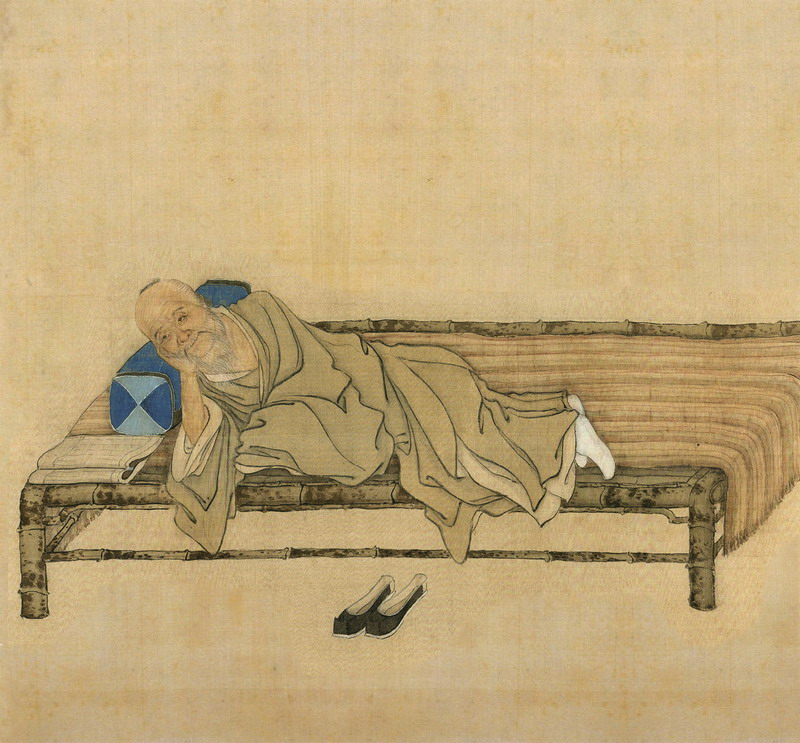
袁凱
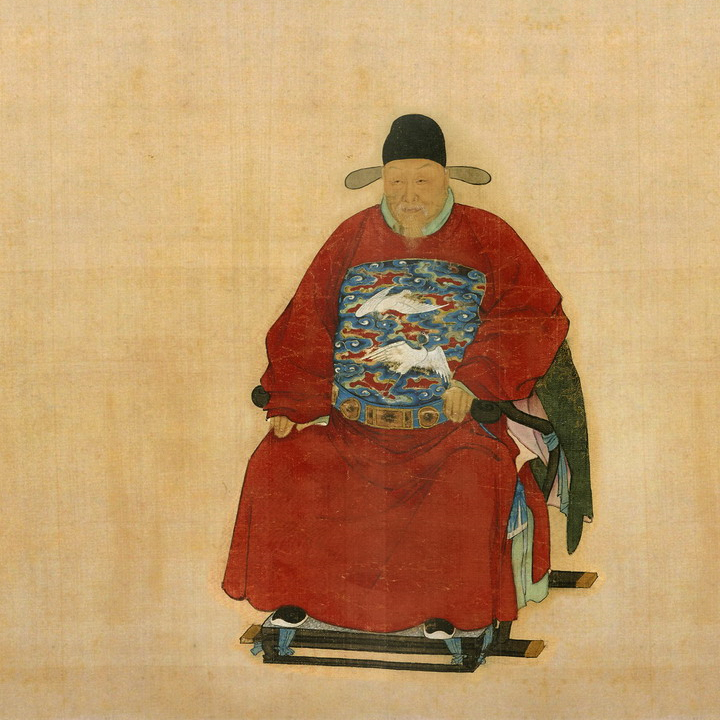
沈度
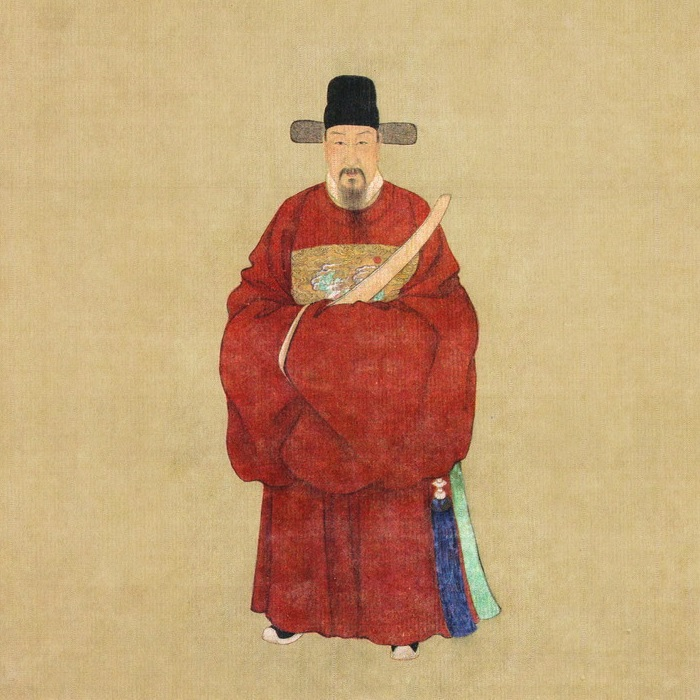
張衡
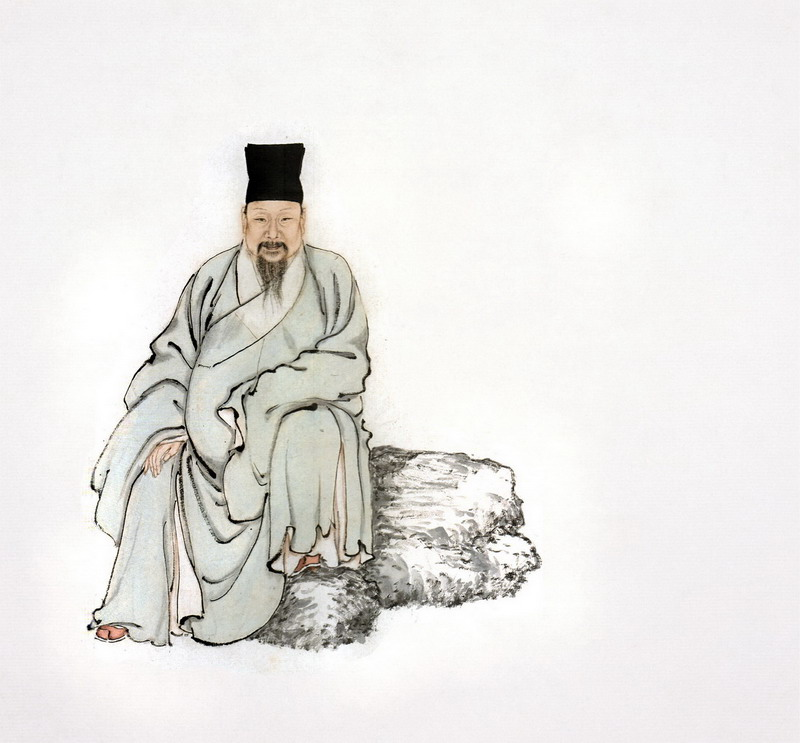
李源
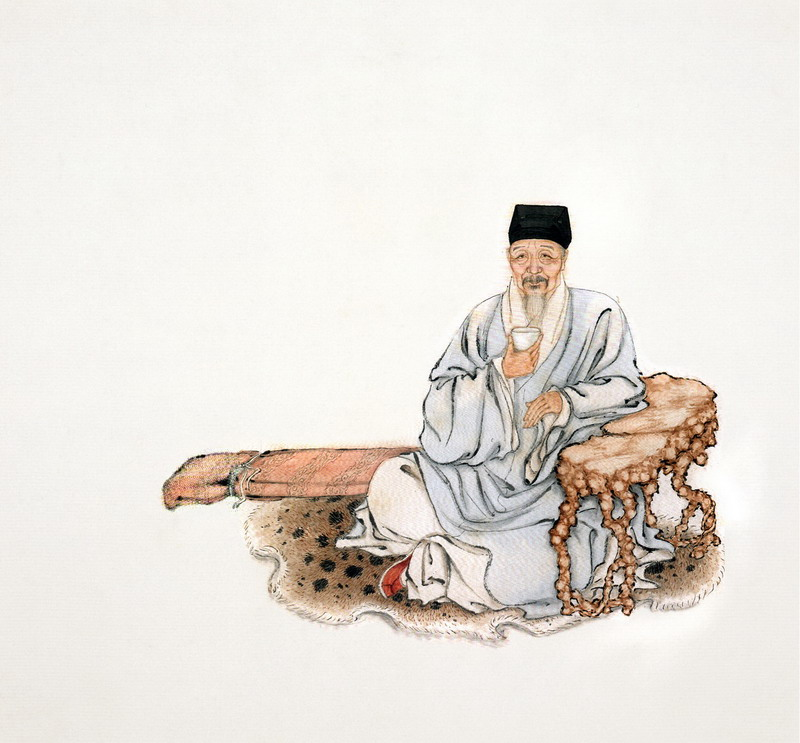
李桓
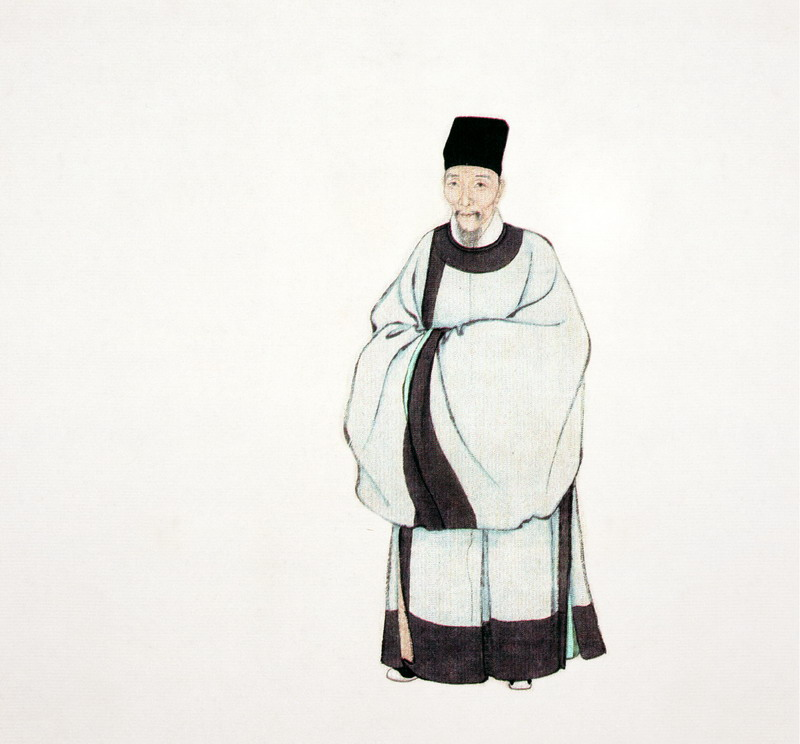
戴昕
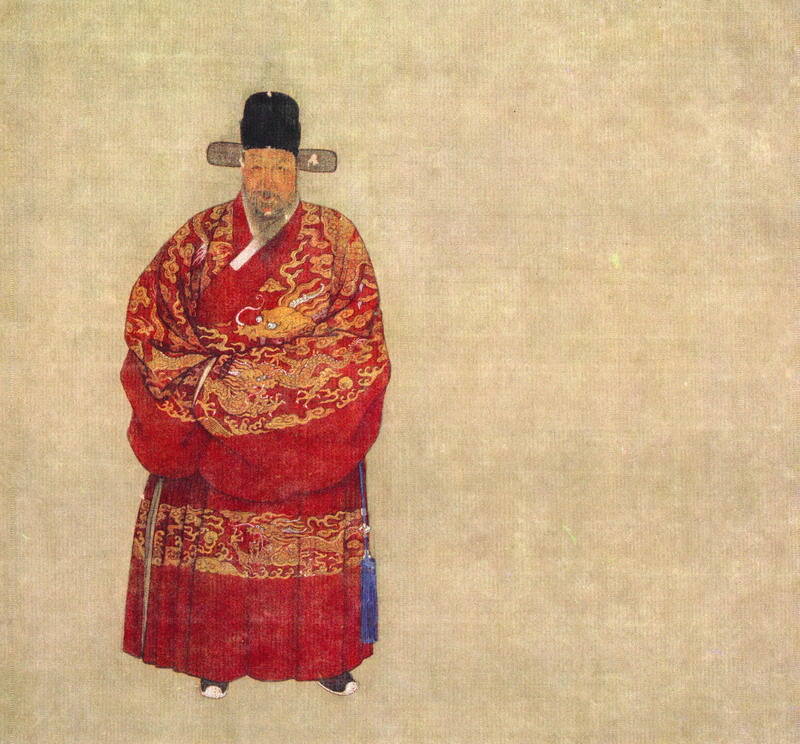
張鎣
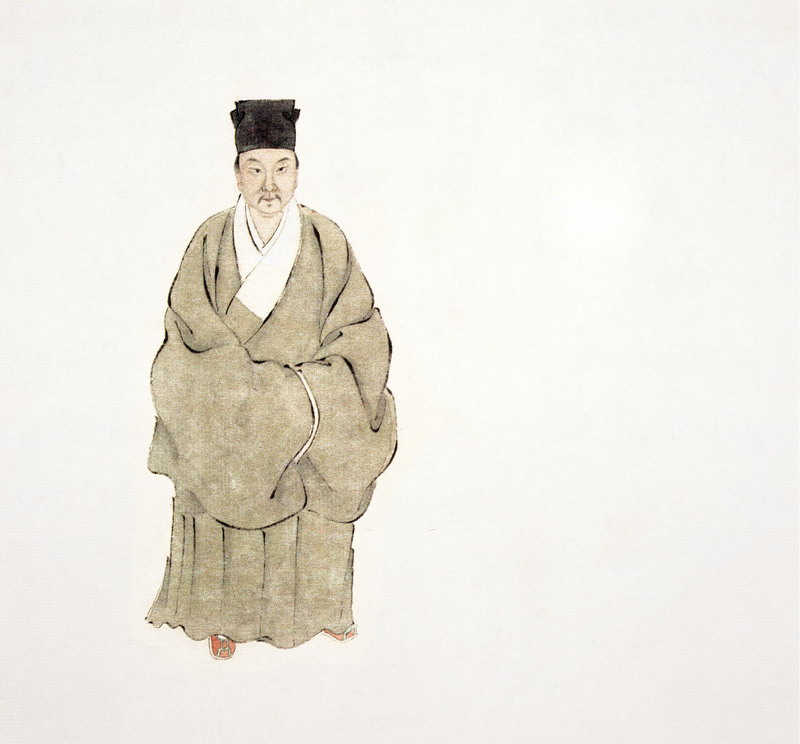
周輿
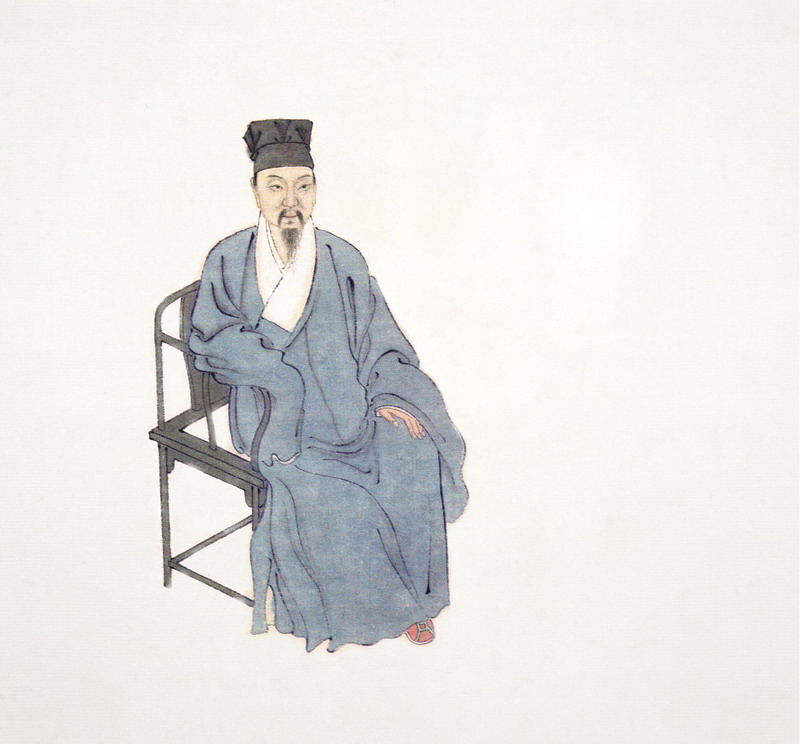
顏正
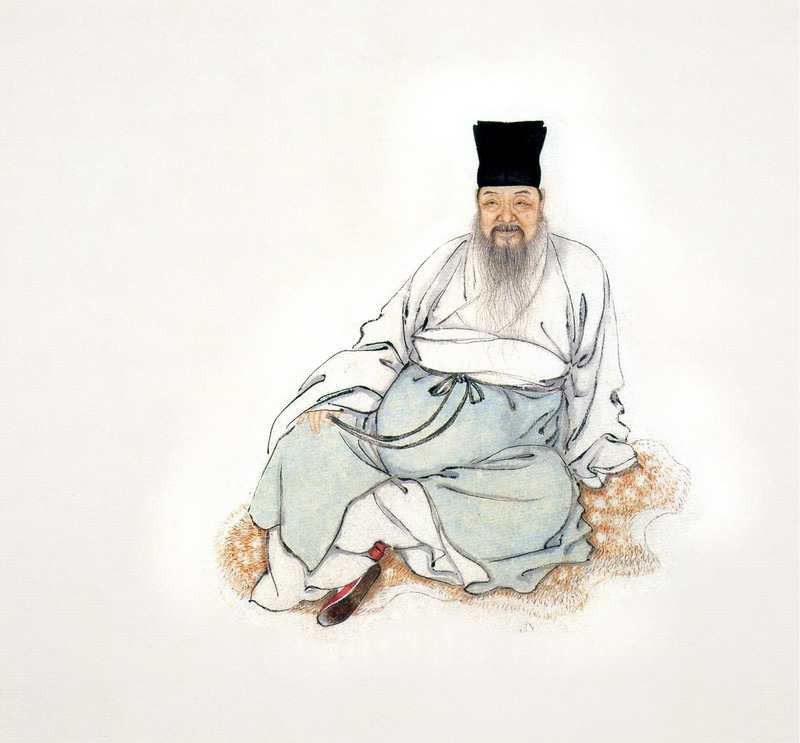
張弼
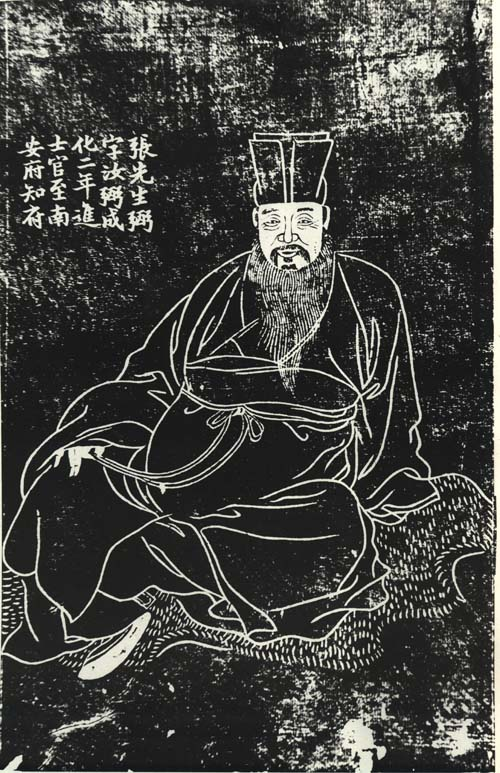
張弼
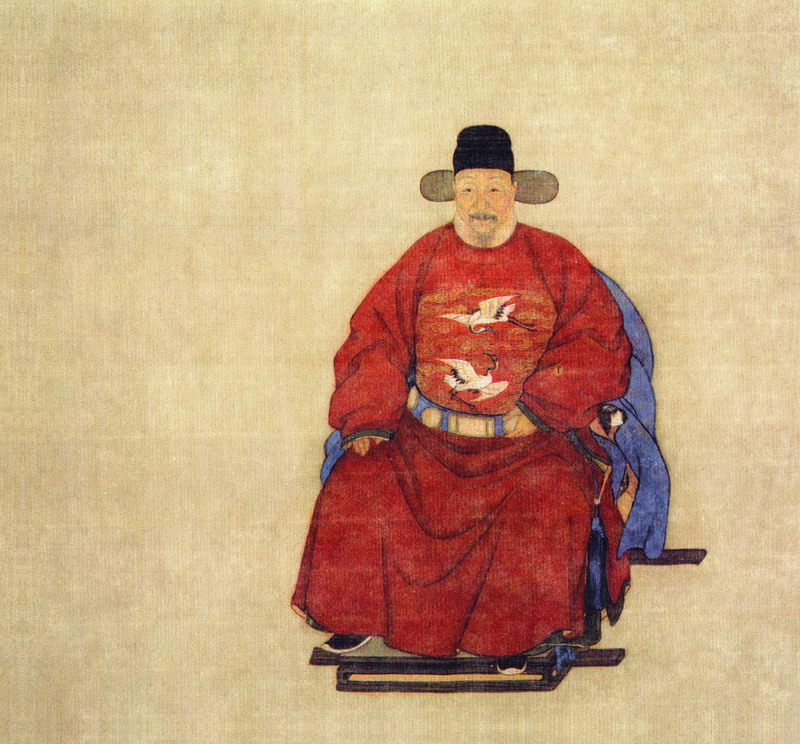
孫衍
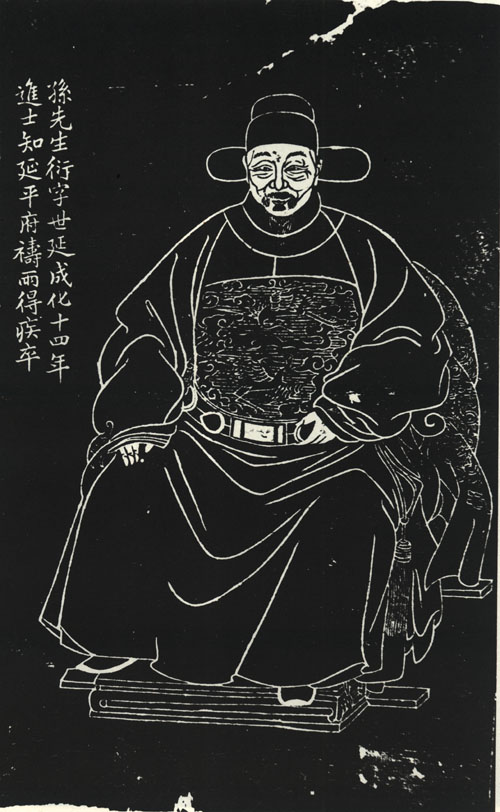
孫衍
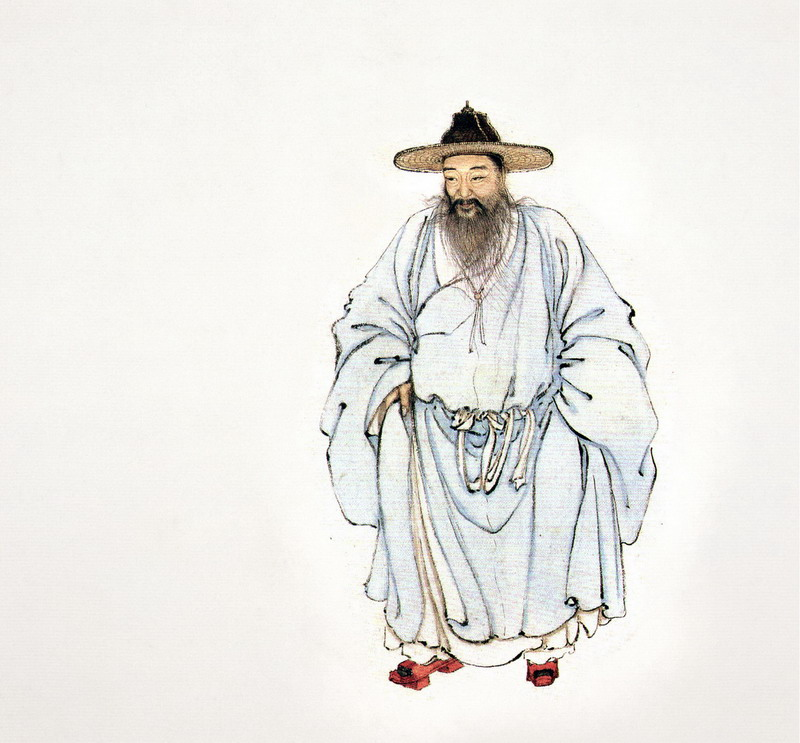
張弘宜
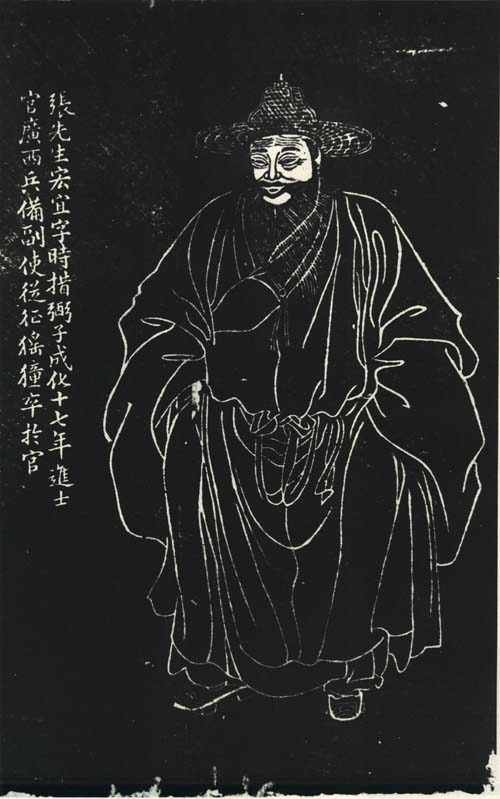
張弘宜
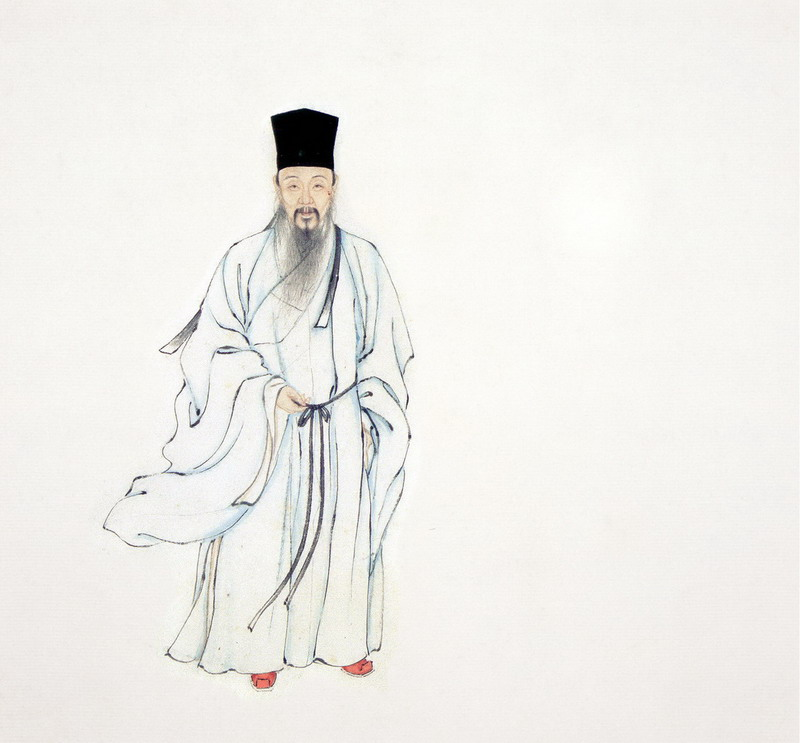
錢福
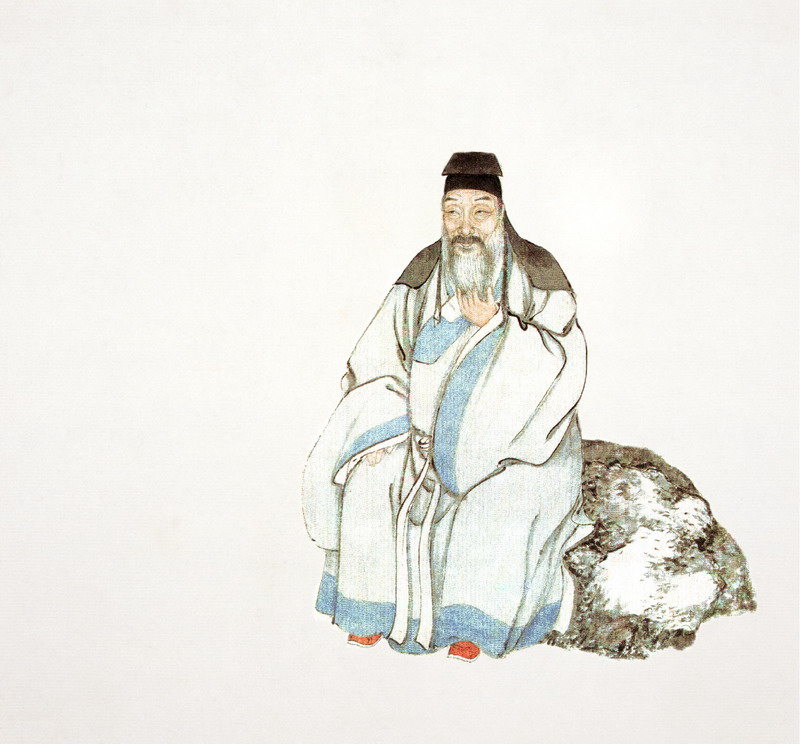
張弘至
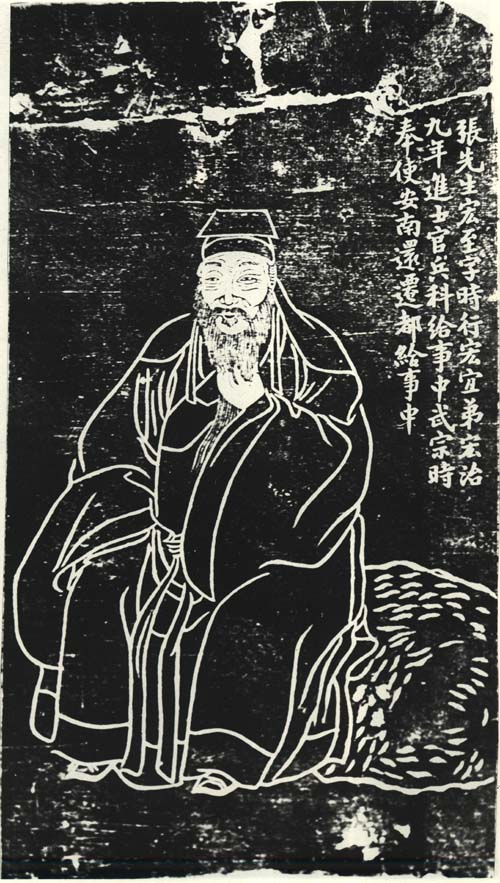
張弘至
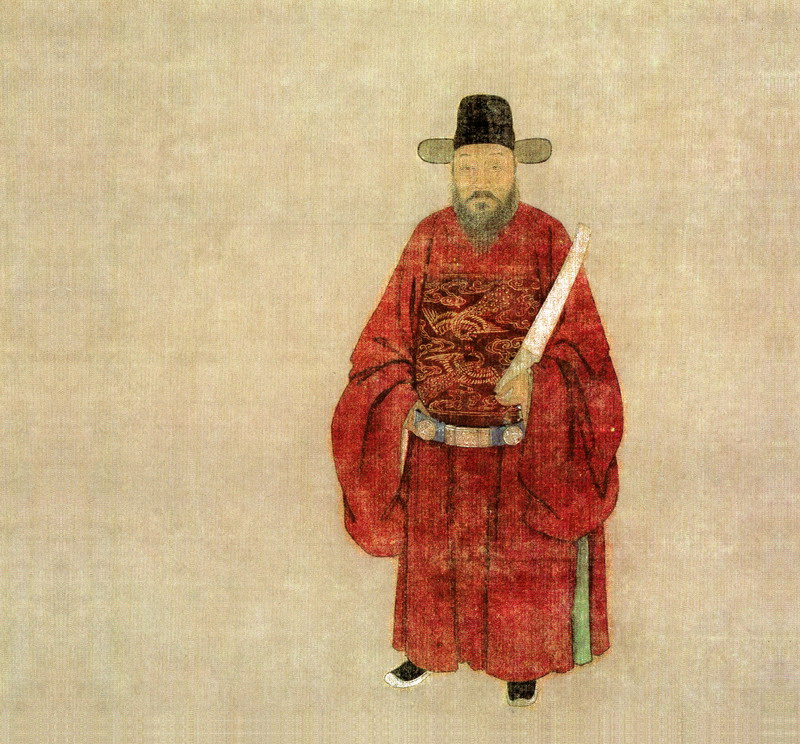
沈恩
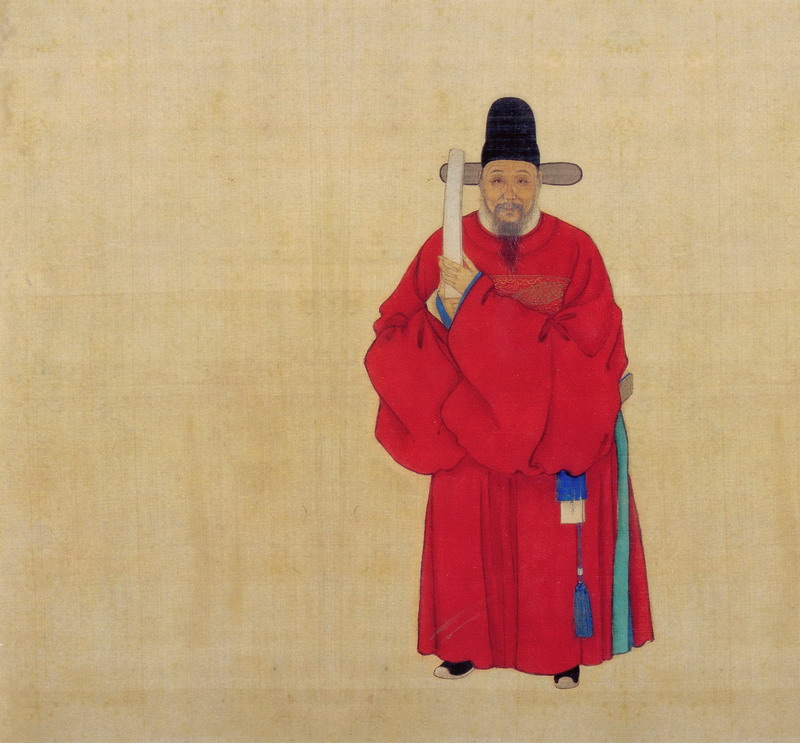
陸深
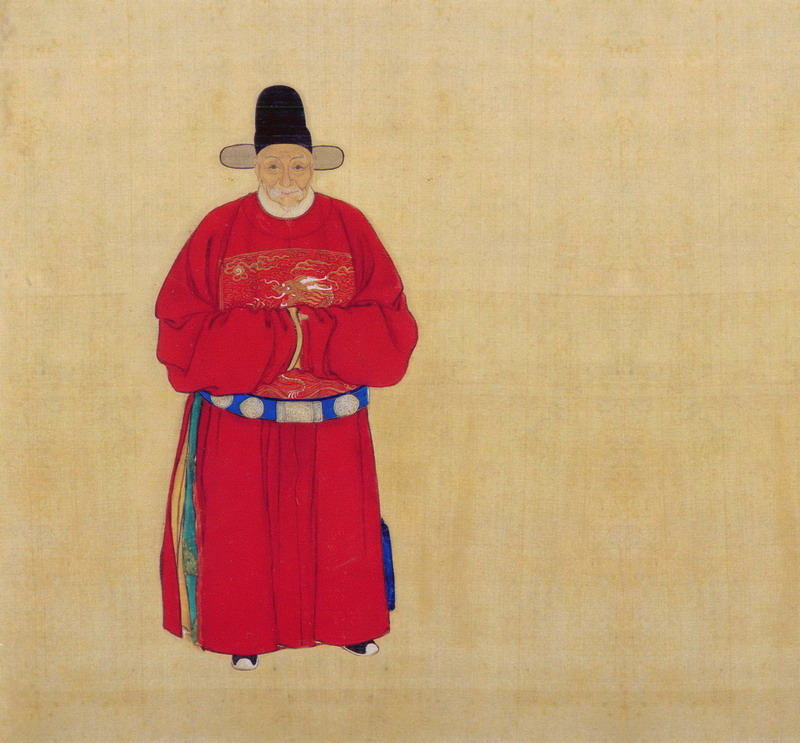
孫承恩
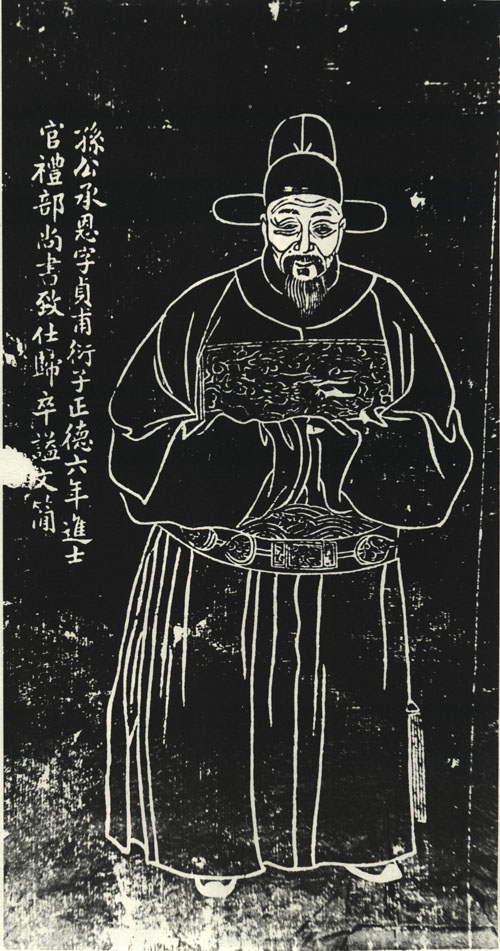
孫承恩
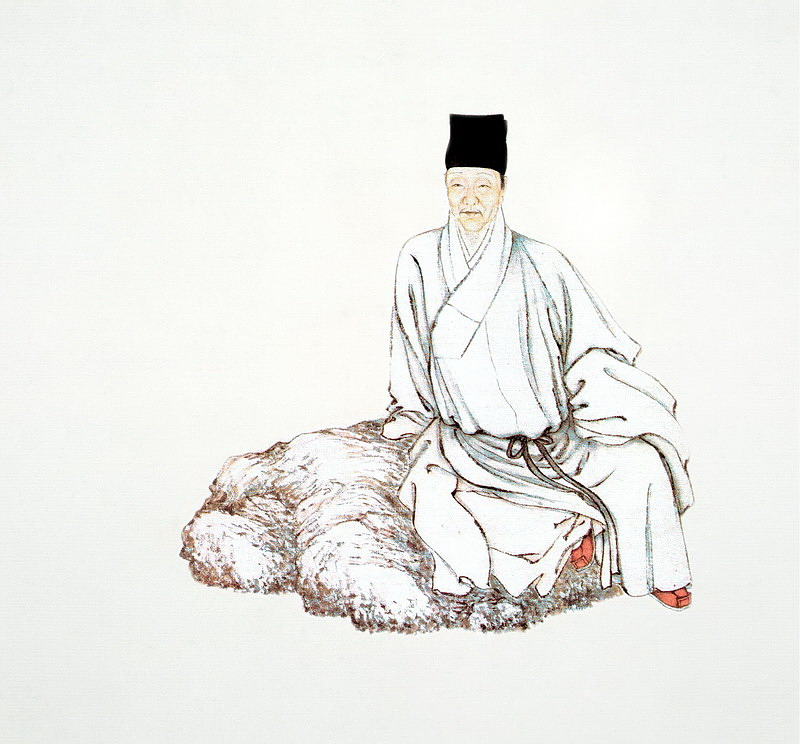
朱鼐
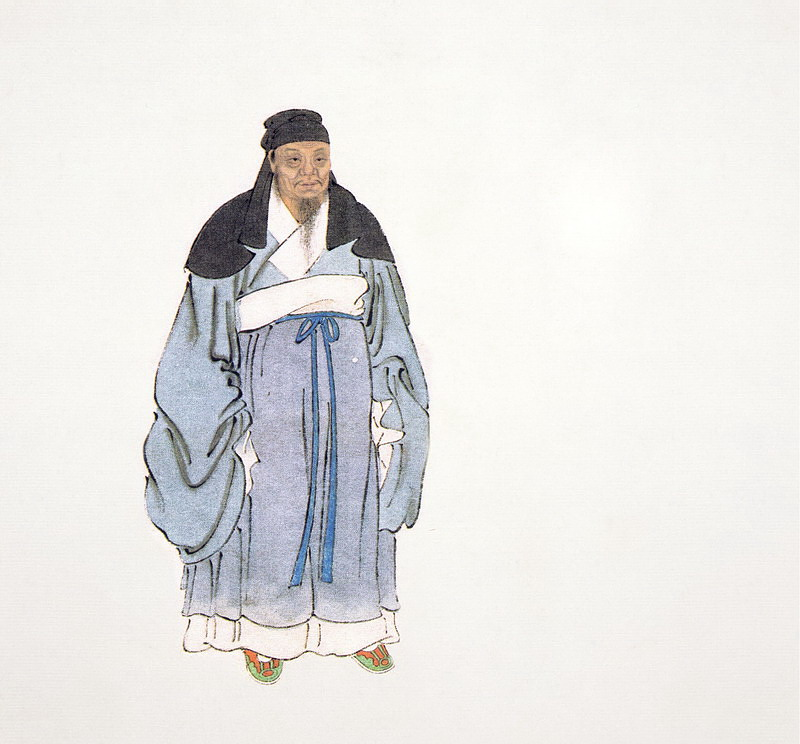
孫克弘
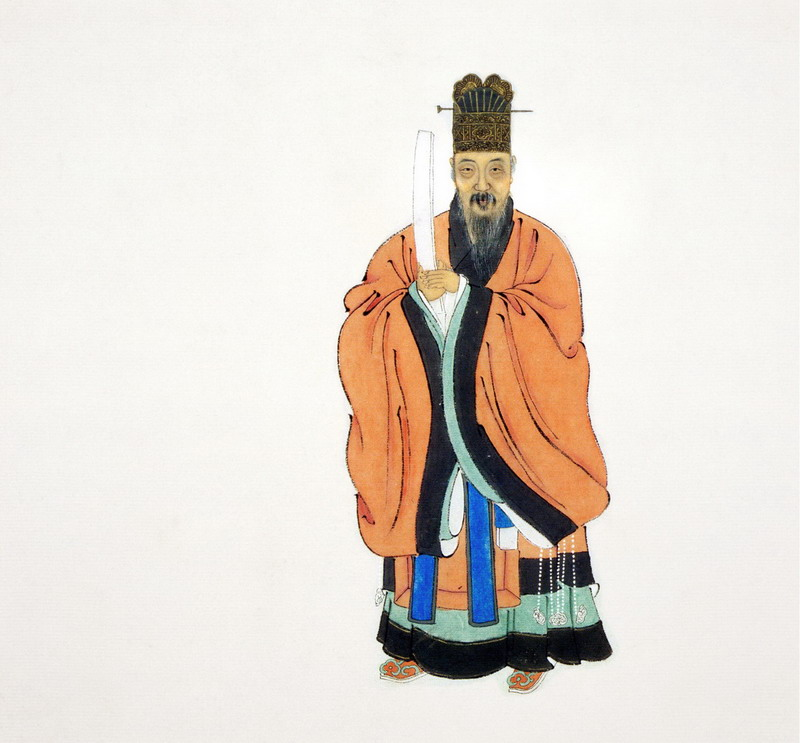
徐階
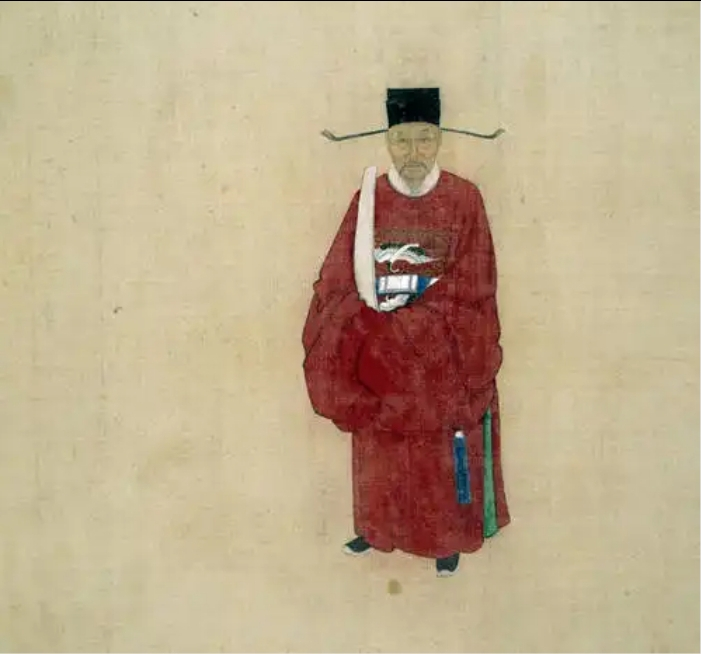
潘恩
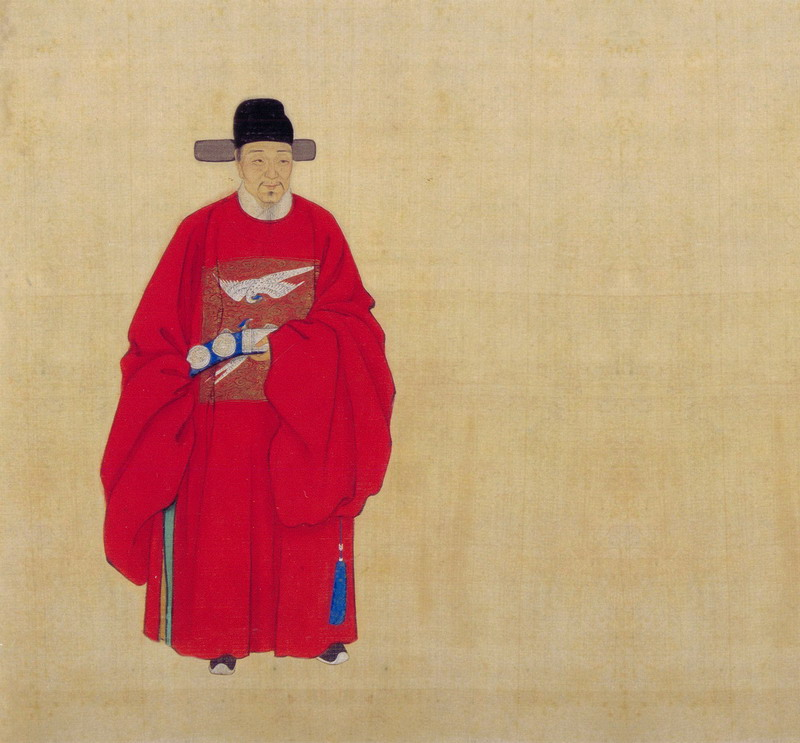
馮恩
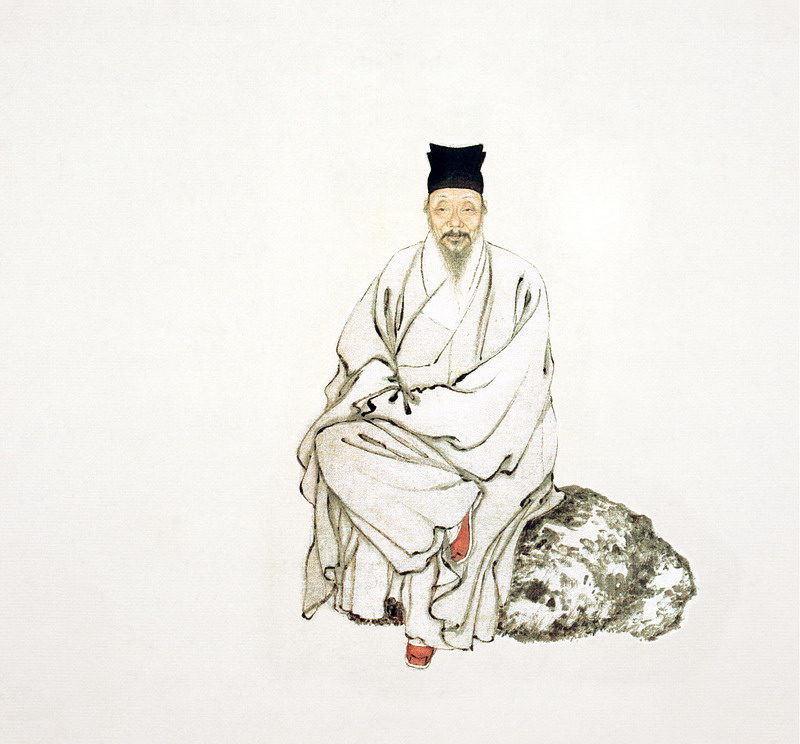
包節
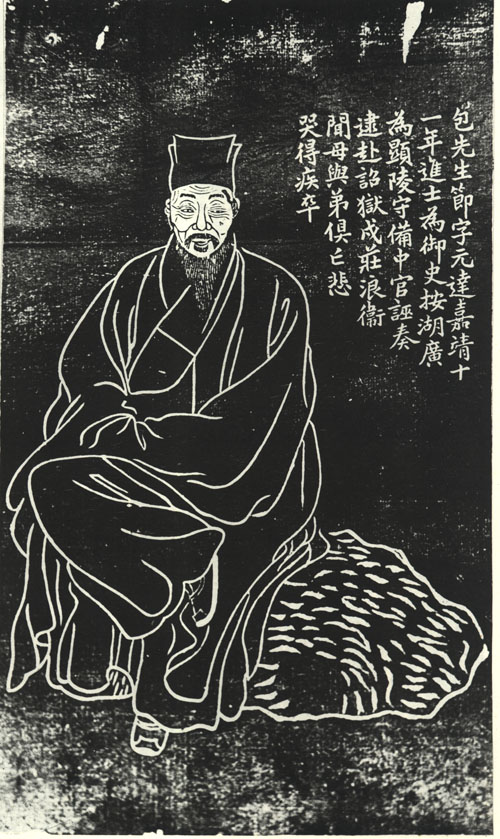
包節
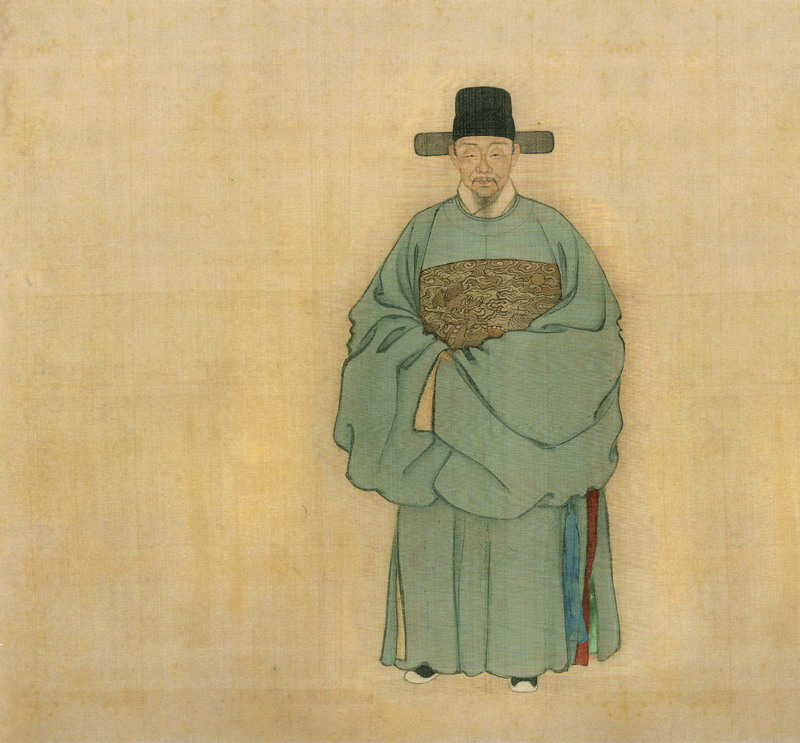
包孝
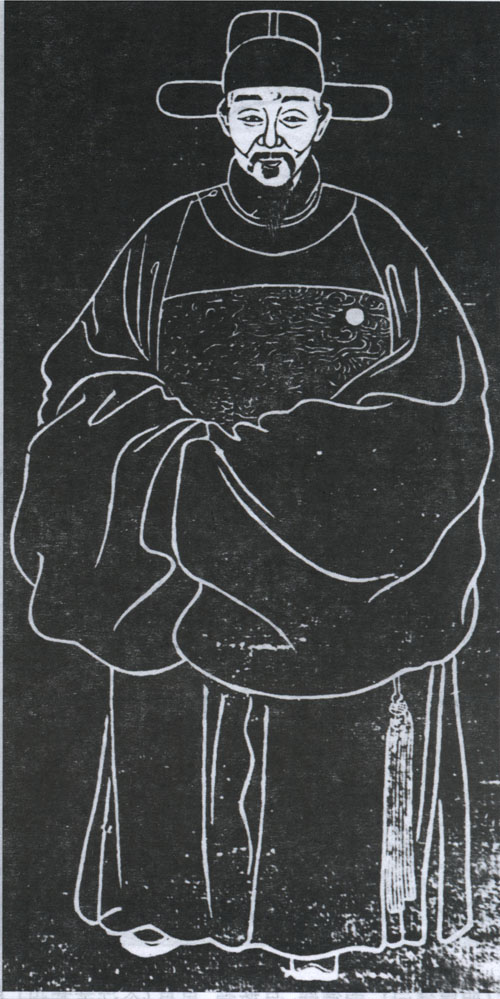
包孝
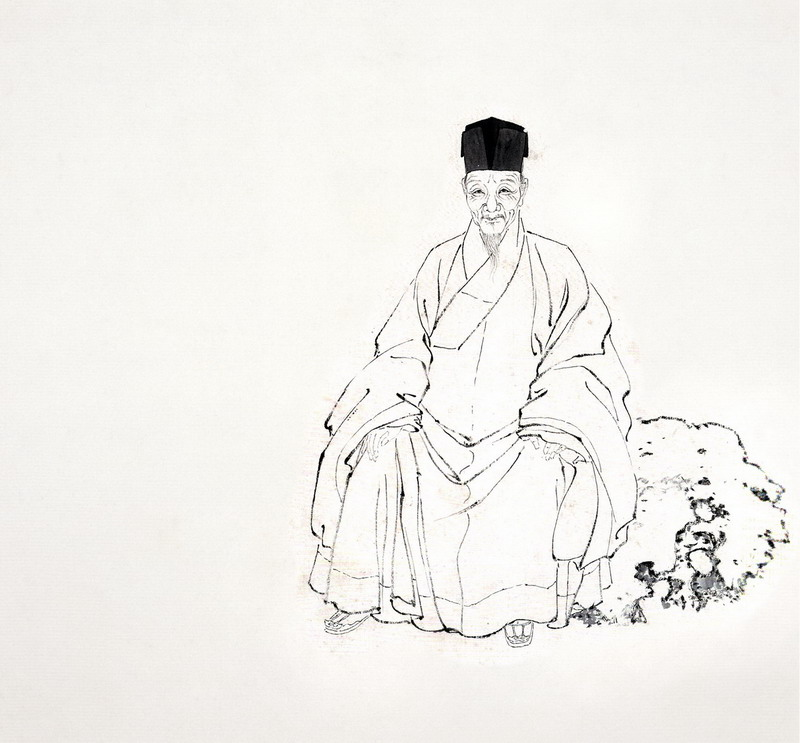
莫如忠
莫如忠
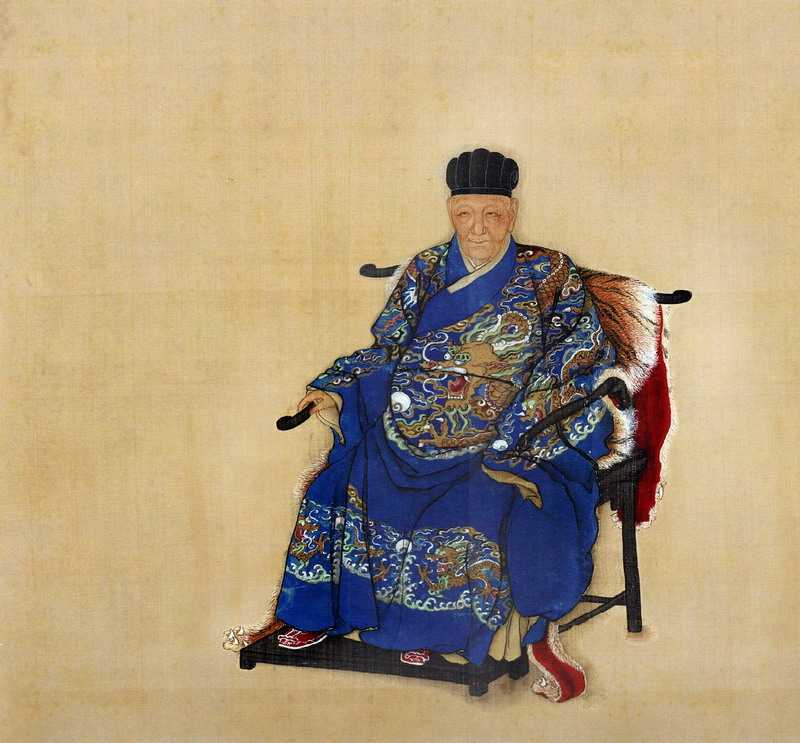
陸樹聲
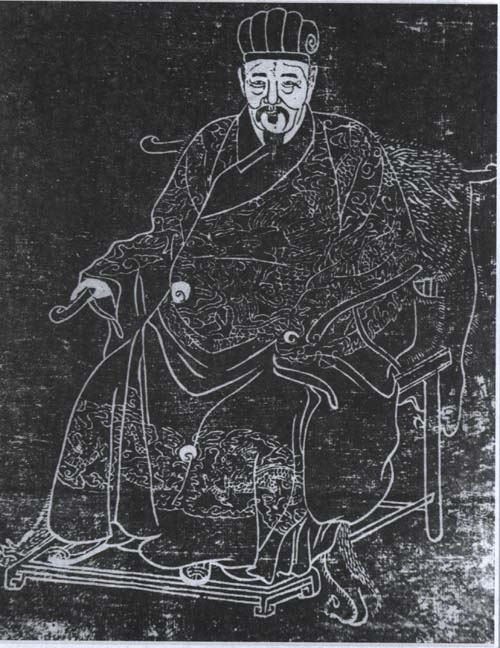
陸樹聲
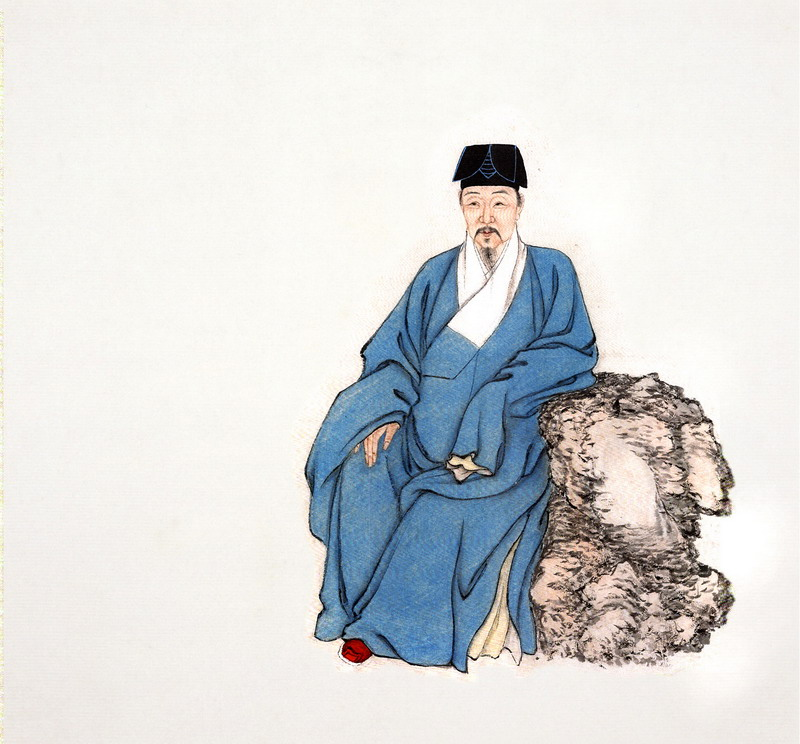
楊豫孫
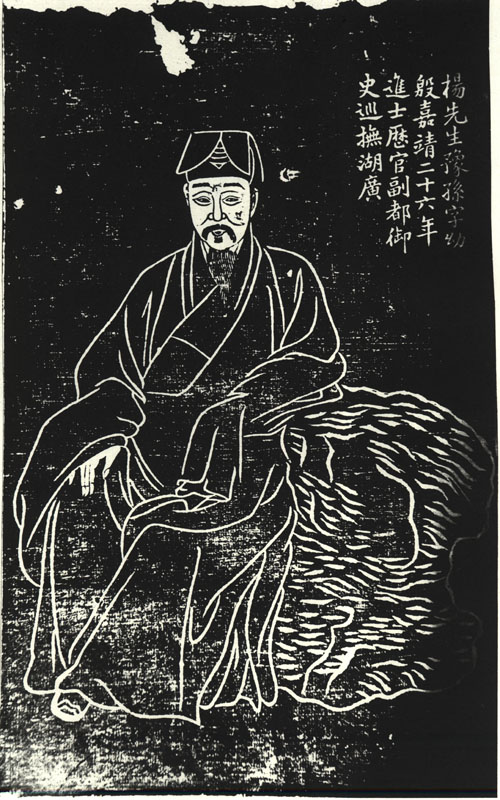
楊豫孫
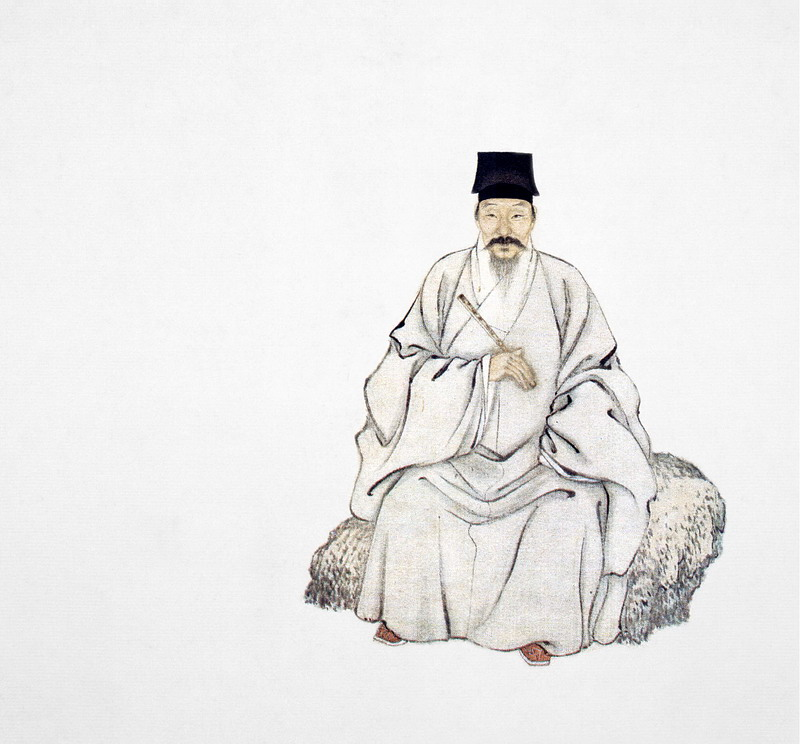
徐陟
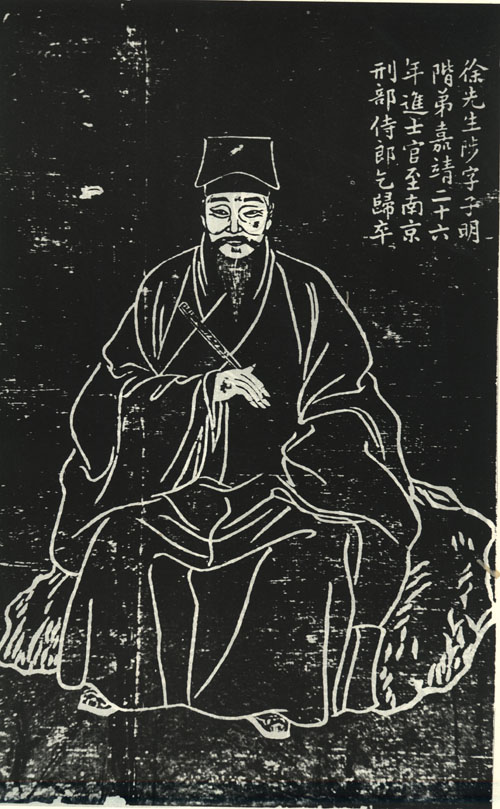
徐陟
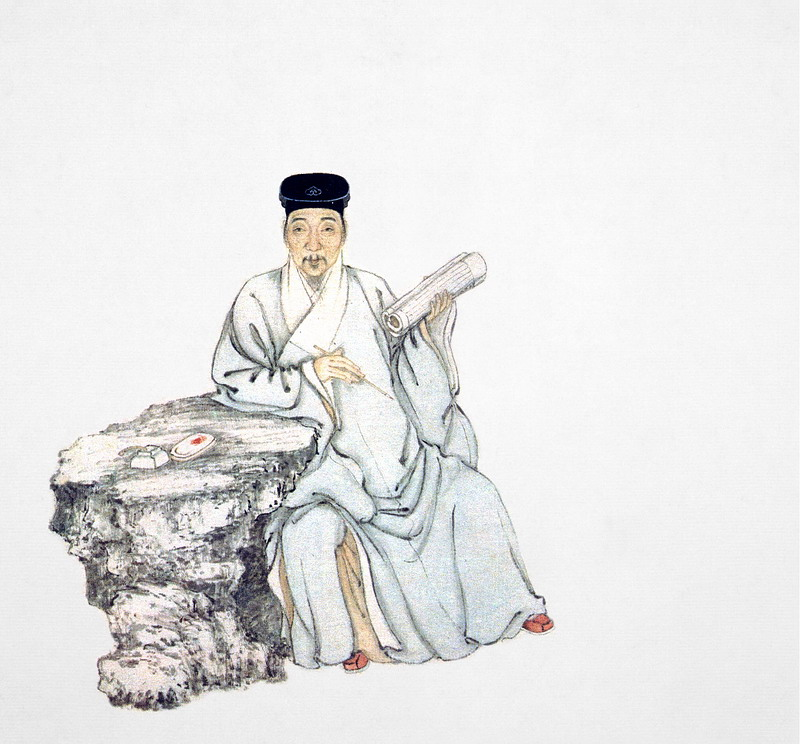
周思兼
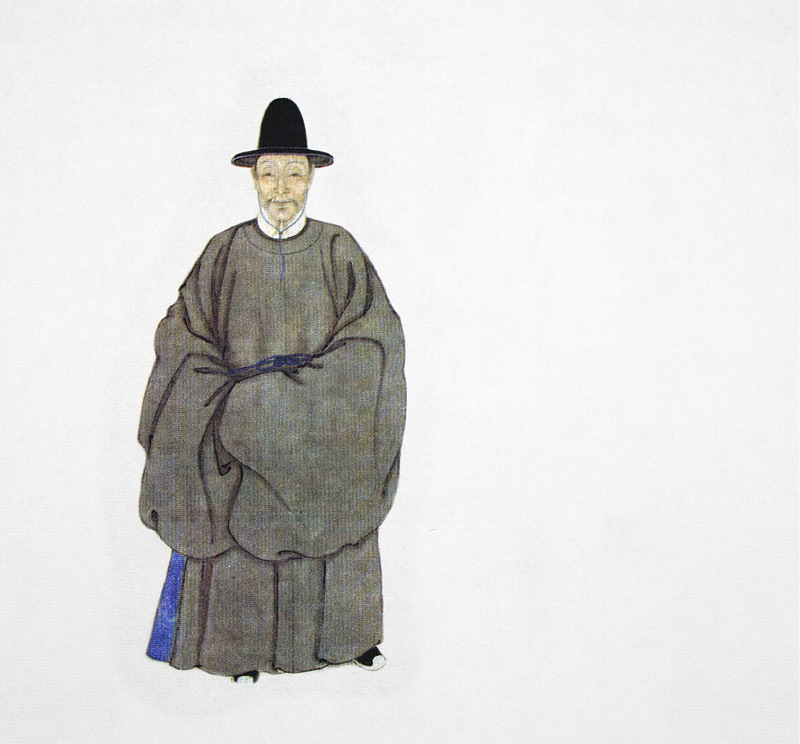
吳潮
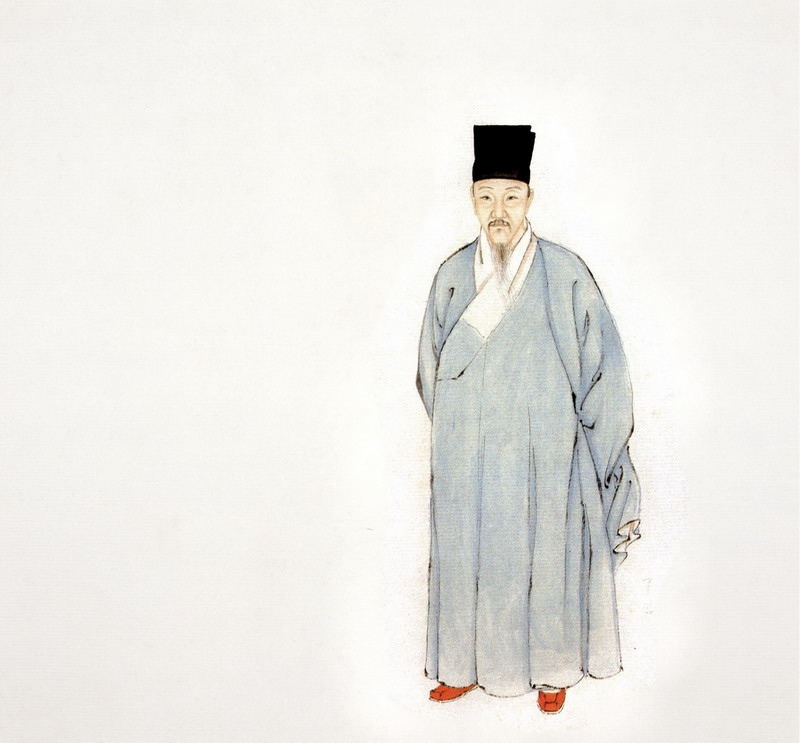
董傳策
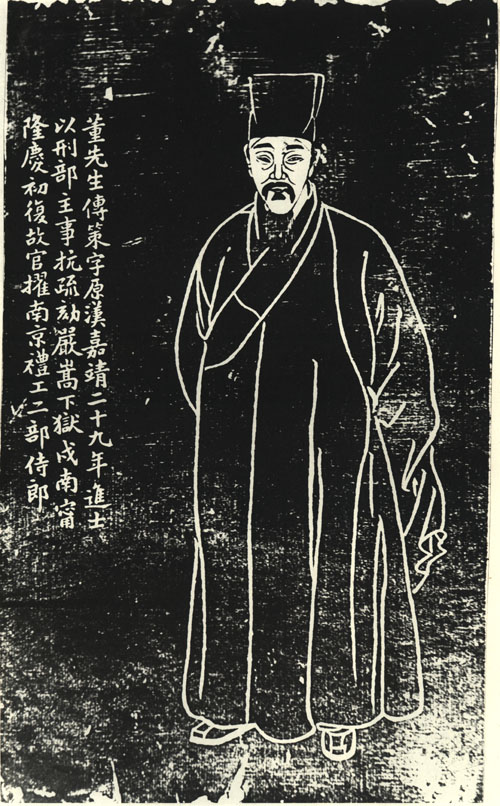
董傳策
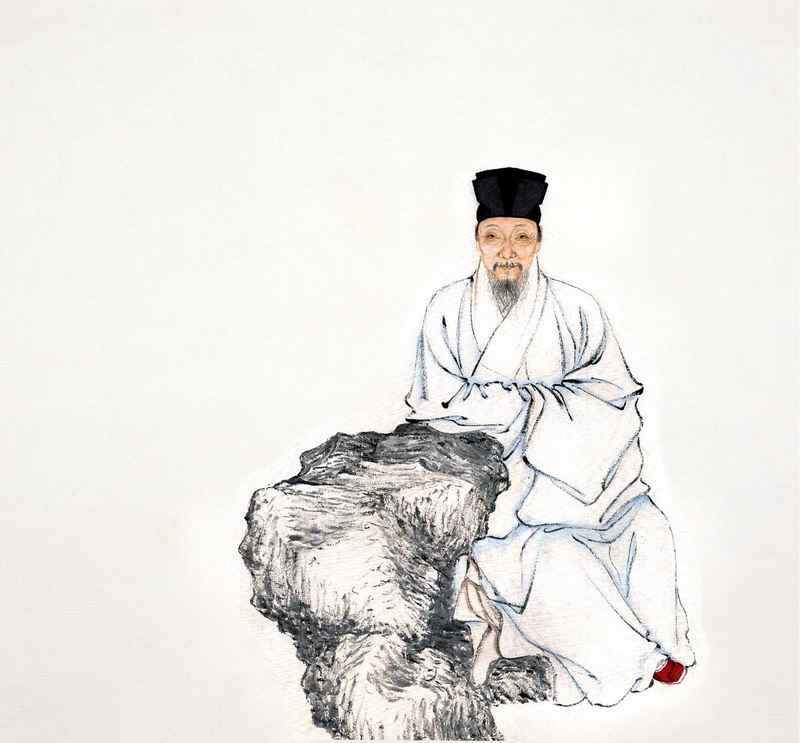
楊銓
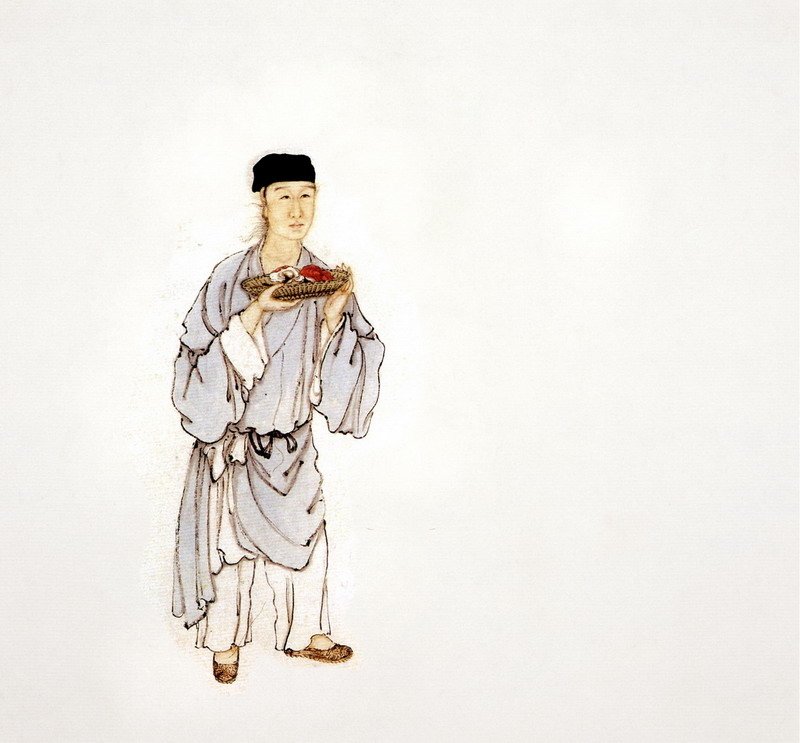
楊應祈
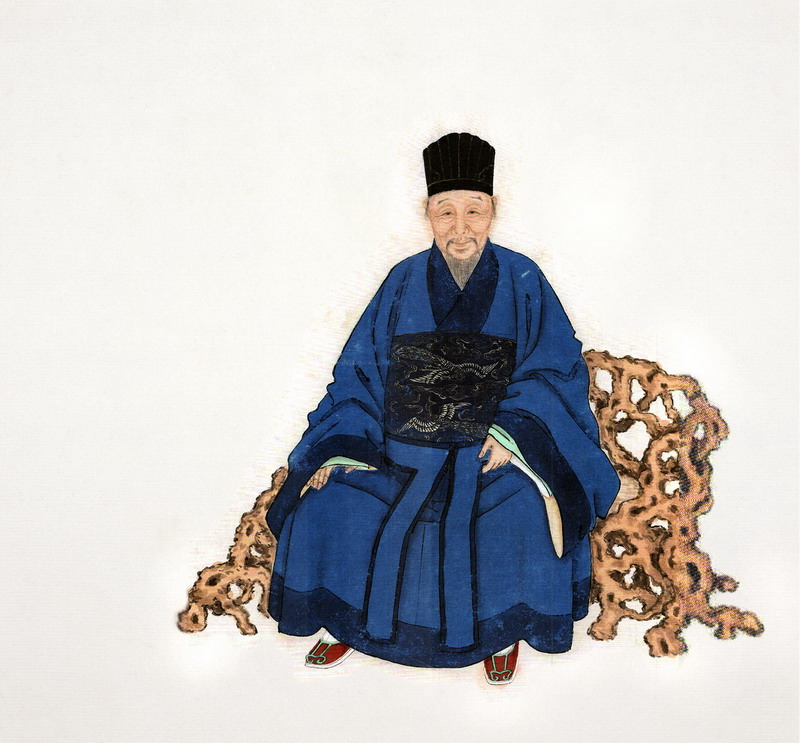
林景暘
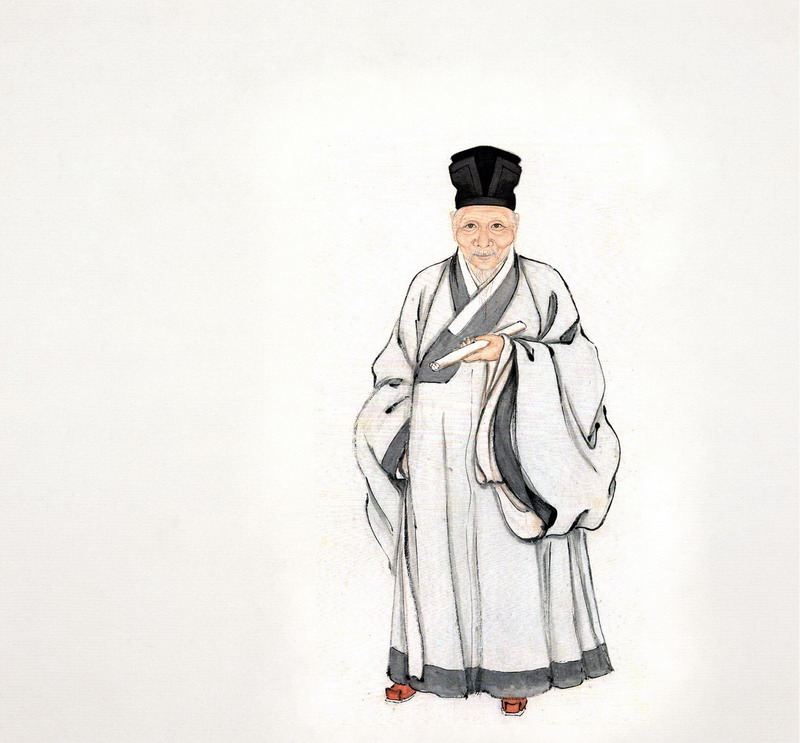
許樂善
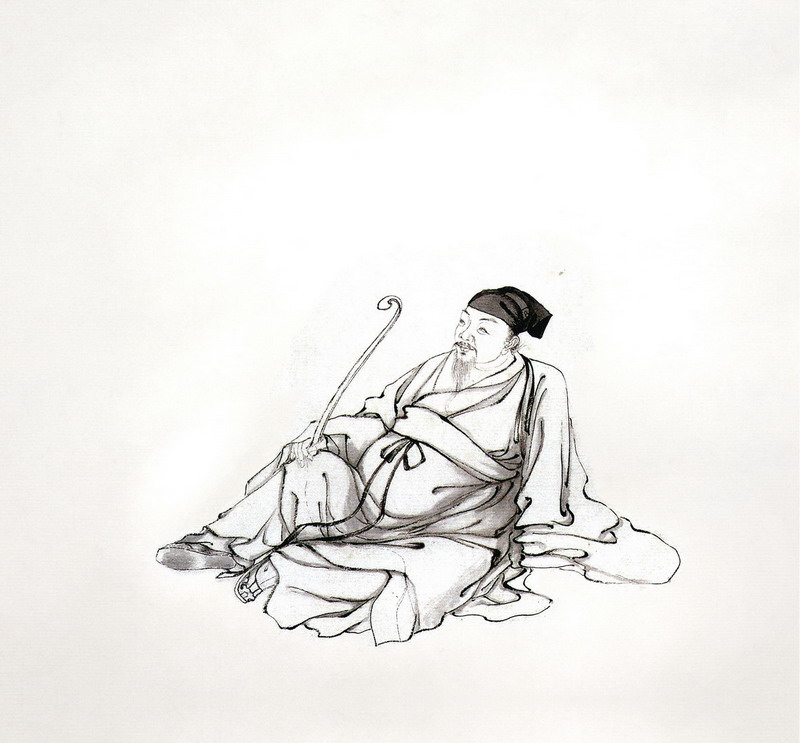
莫是龍
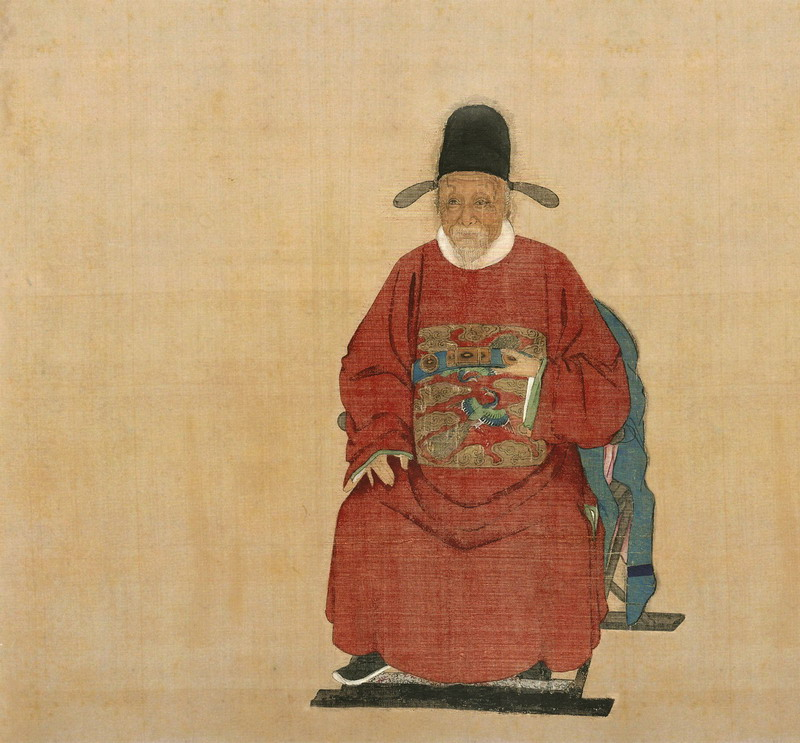
楊允繩
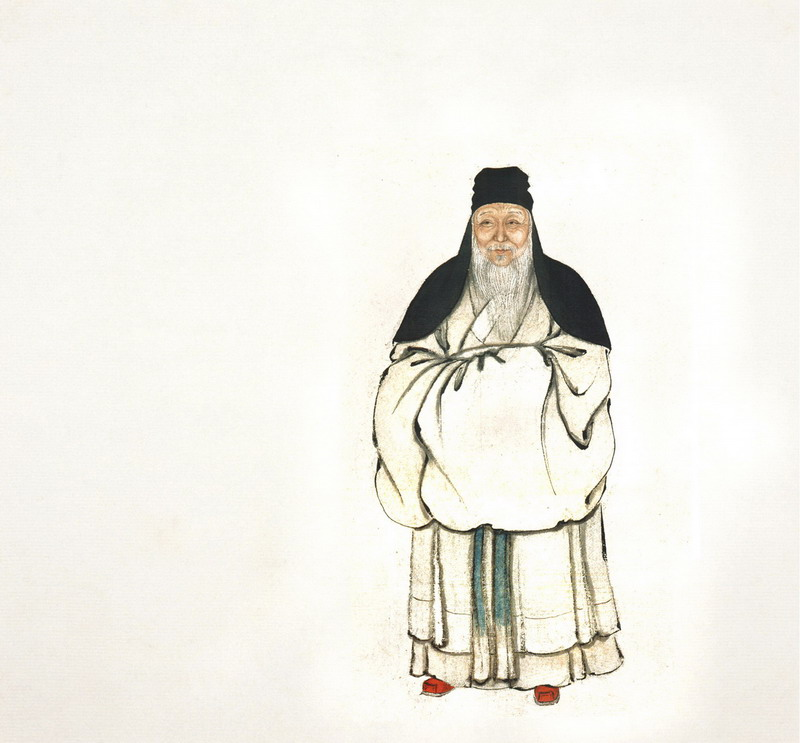
周紹元
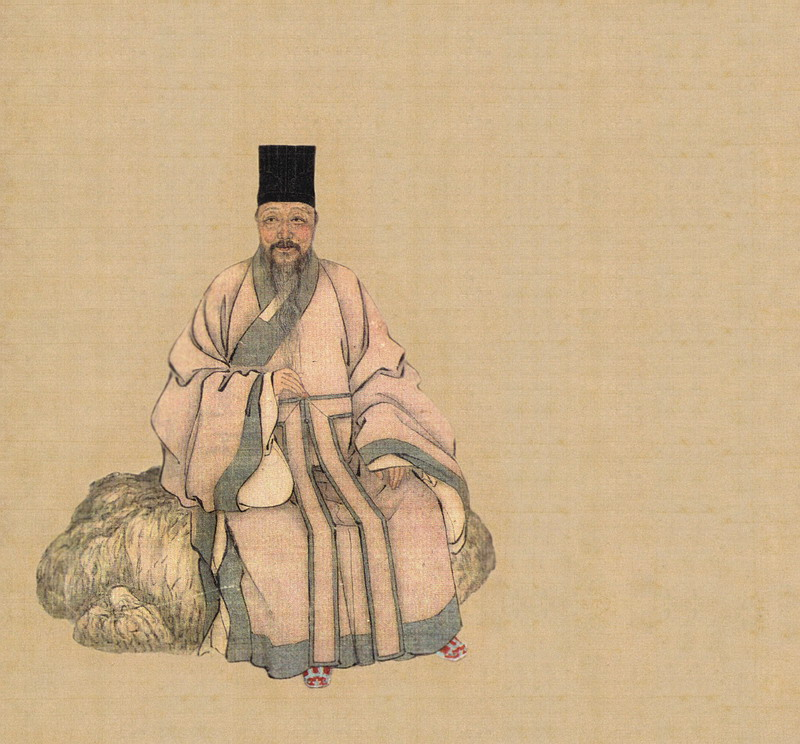
吳之賢
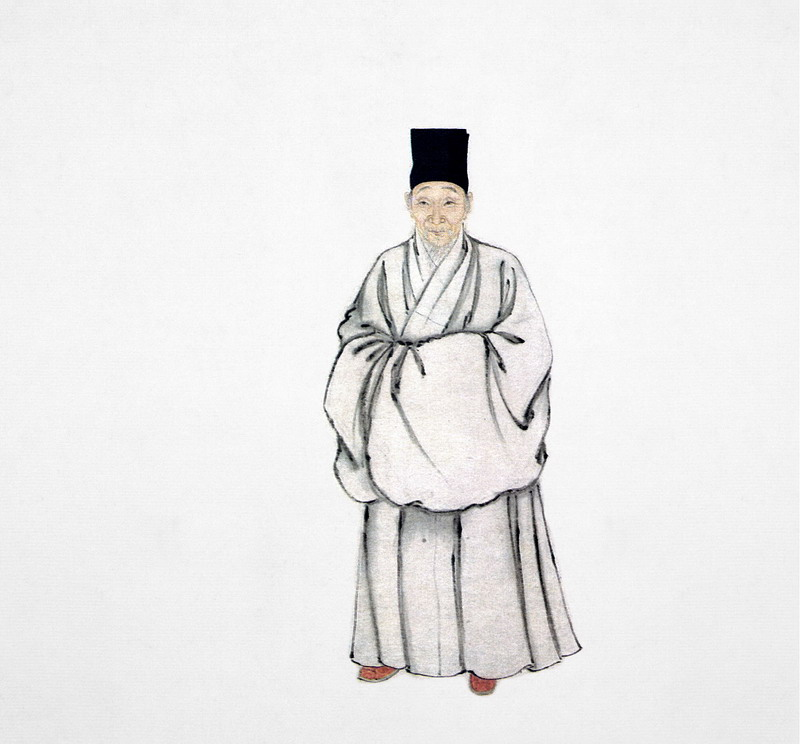
徐三重
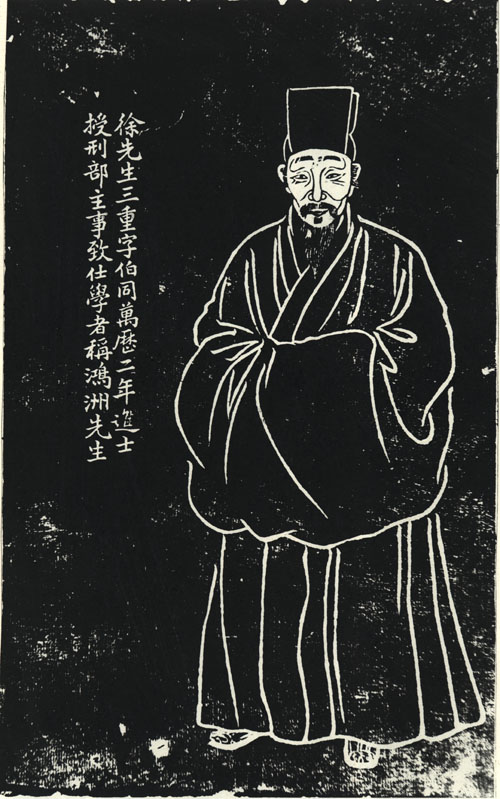
徐三重
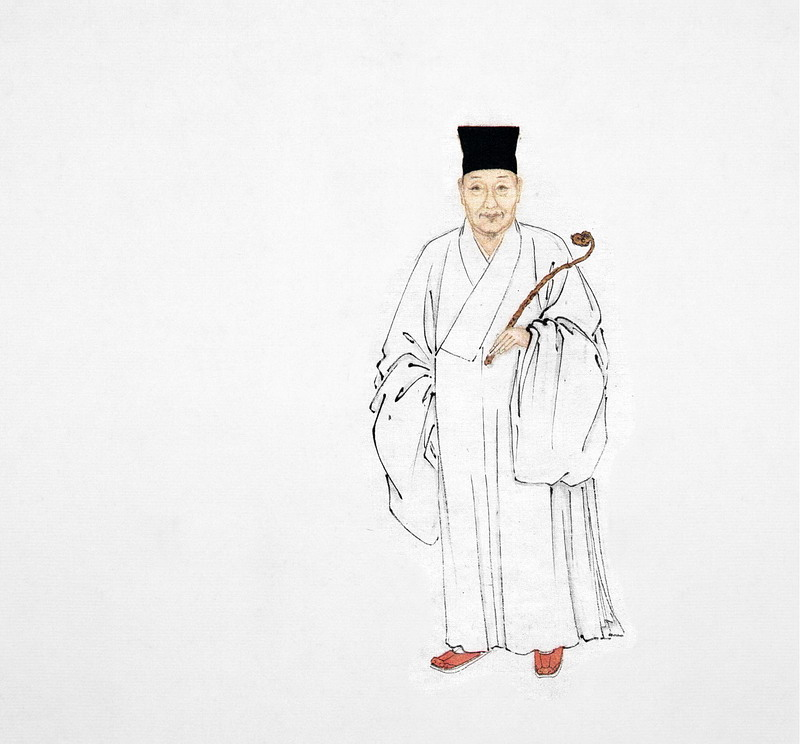
王明時
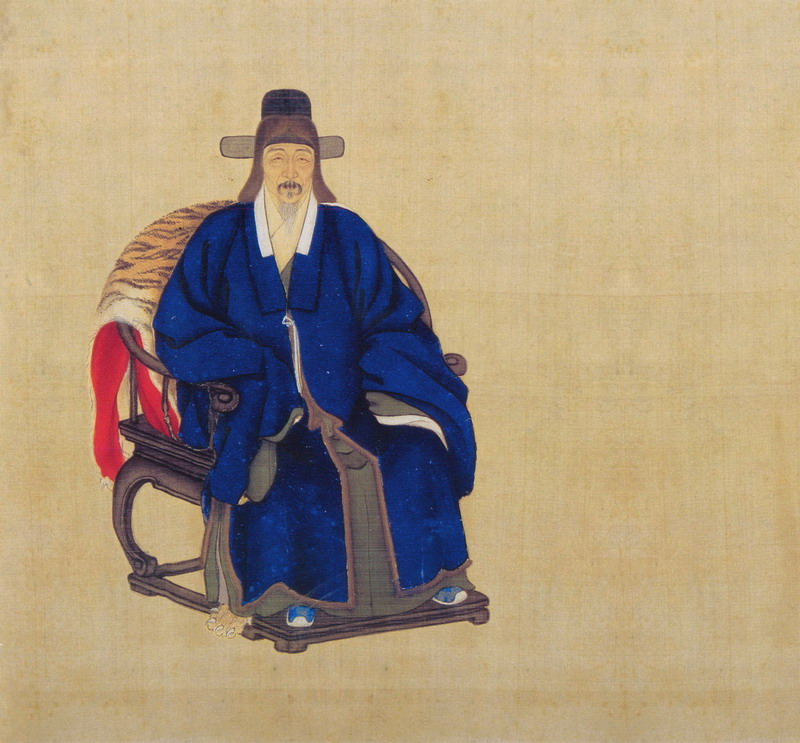
唐文獻
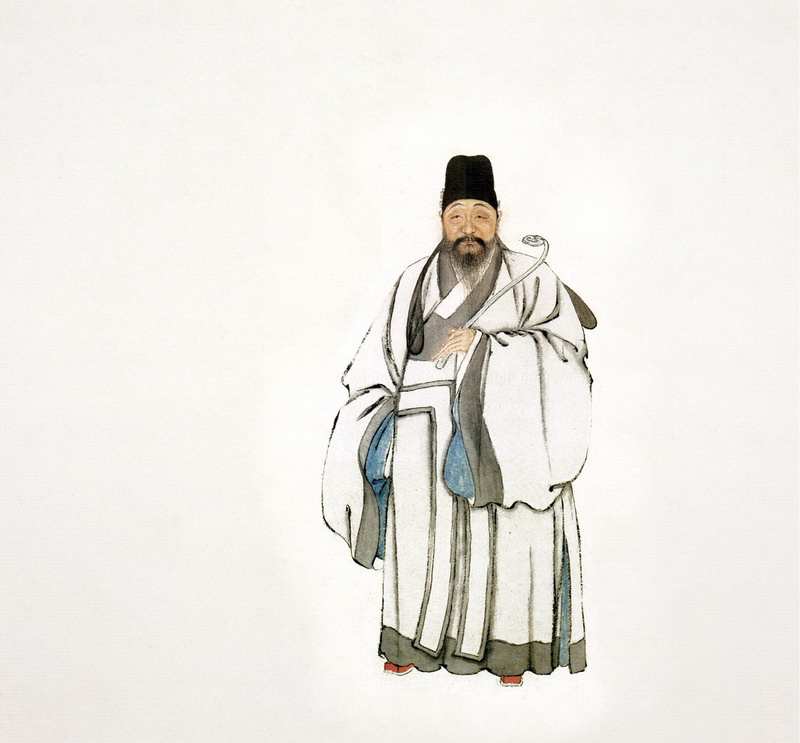
顧正心
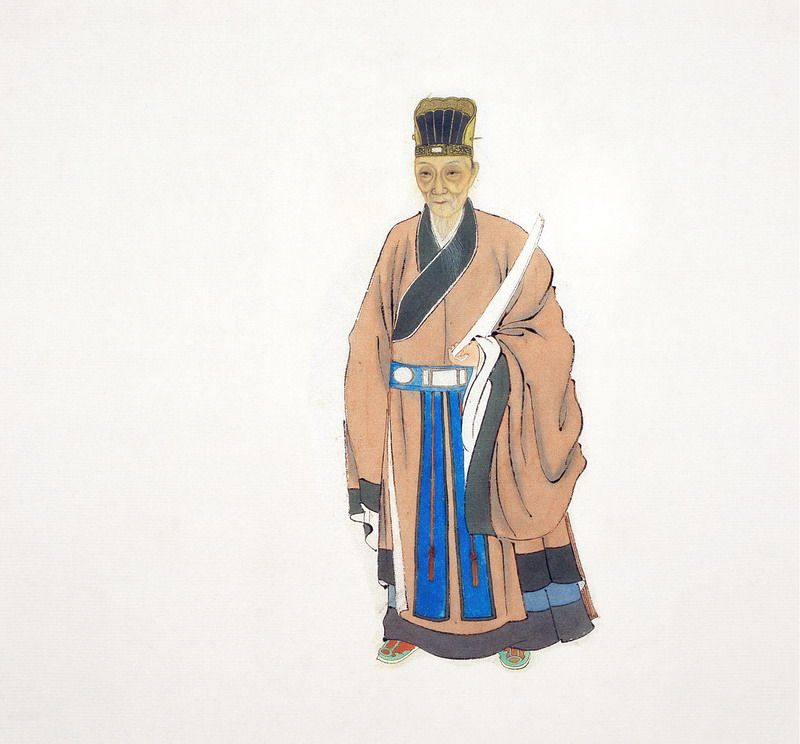
董其昌
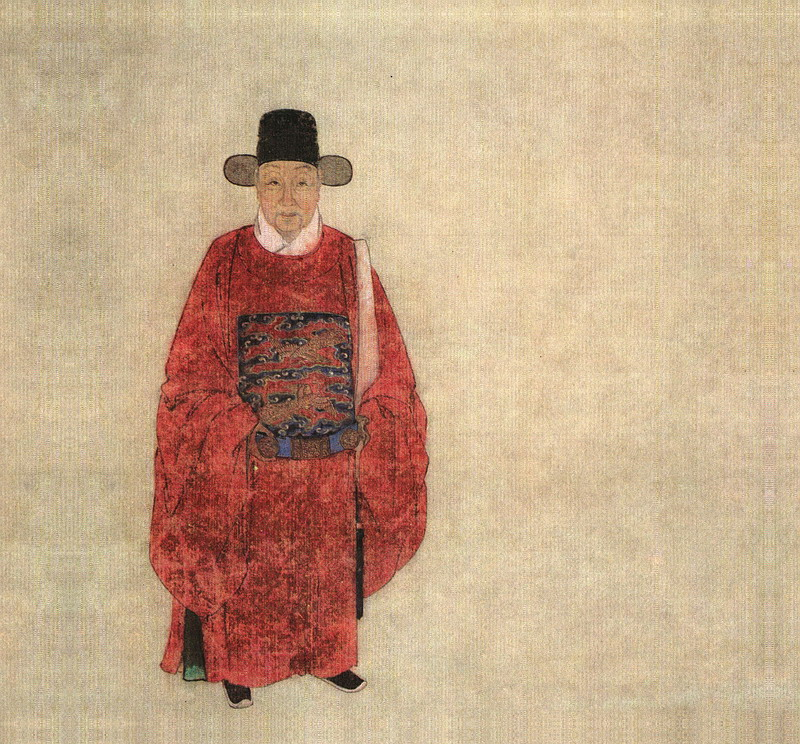
陸彥章
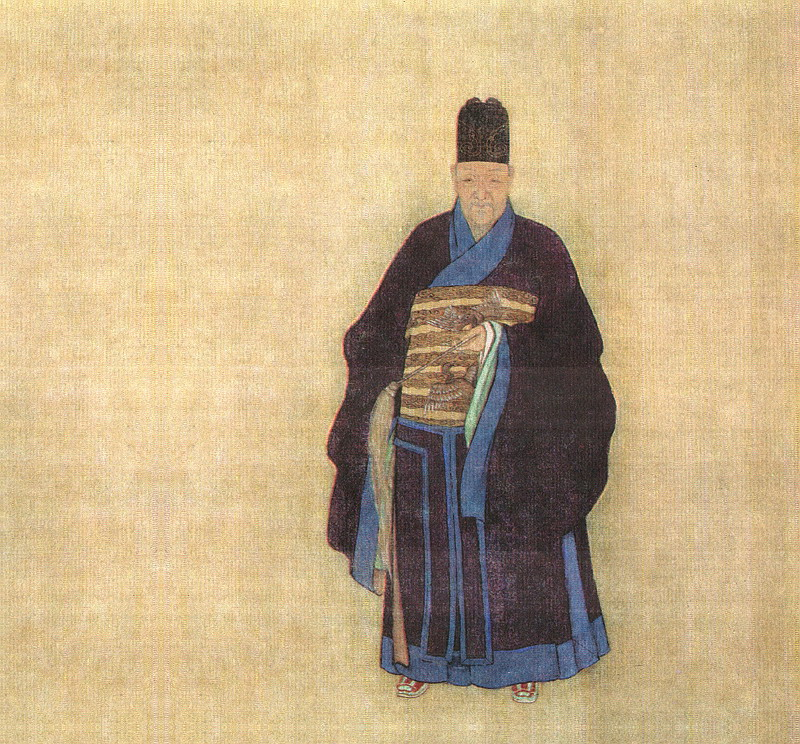
吳炯
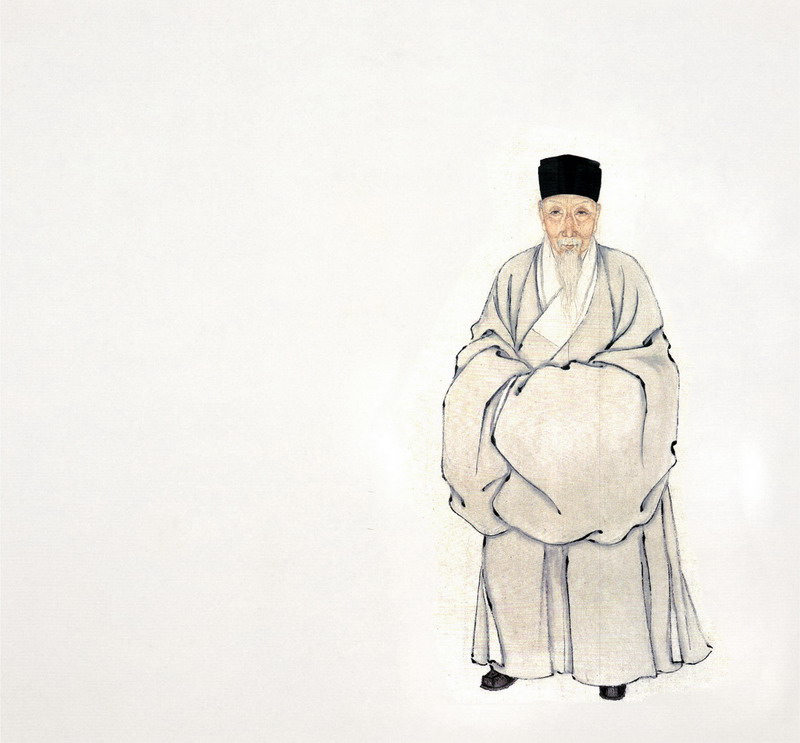
陳繼儒
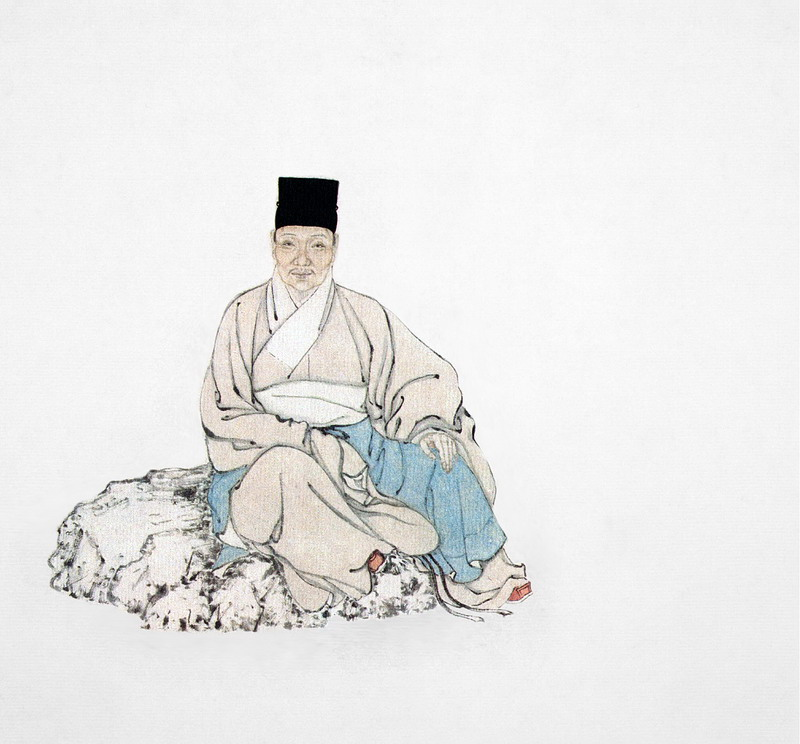
陸彥楨
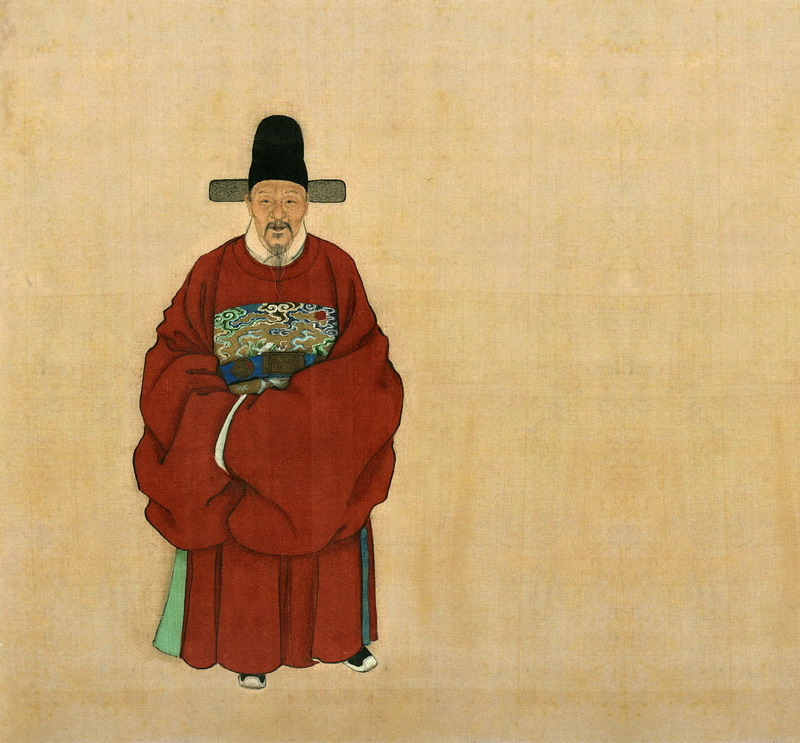
張以誠
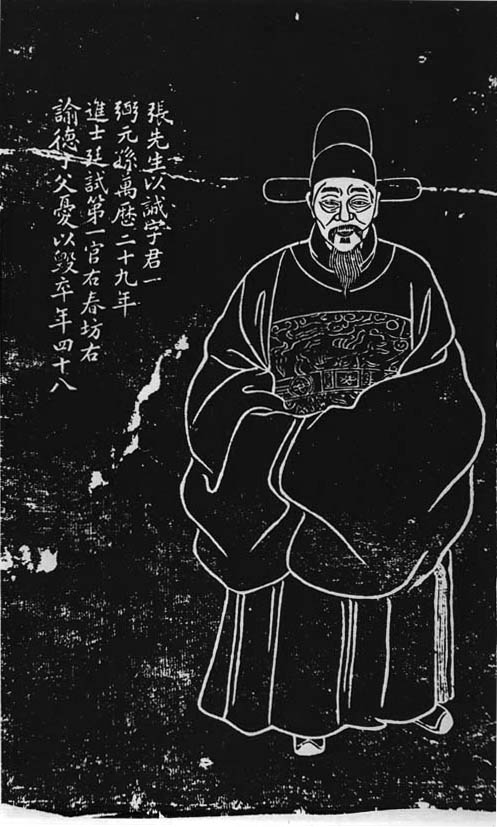
張以誠
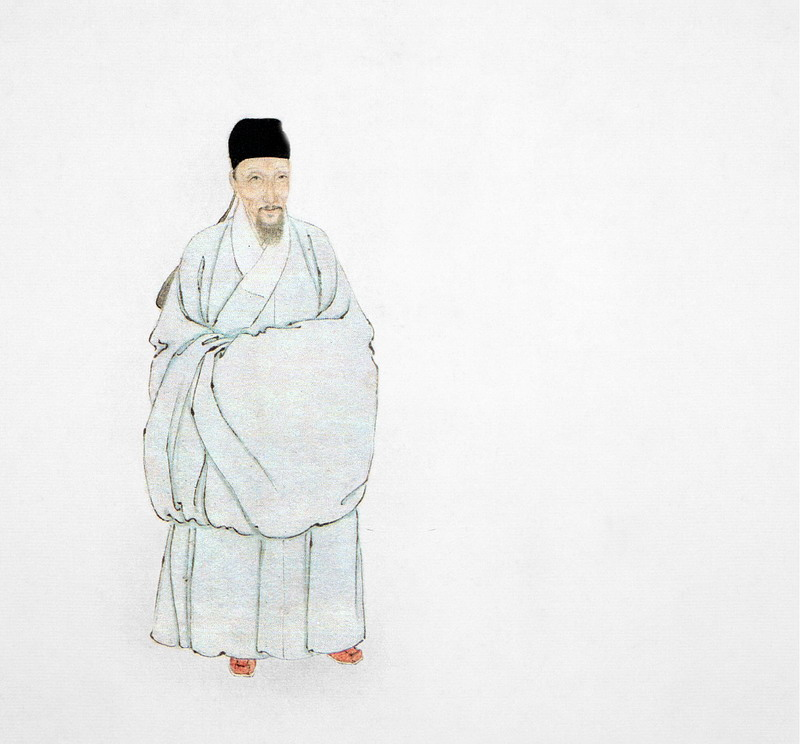
張所望
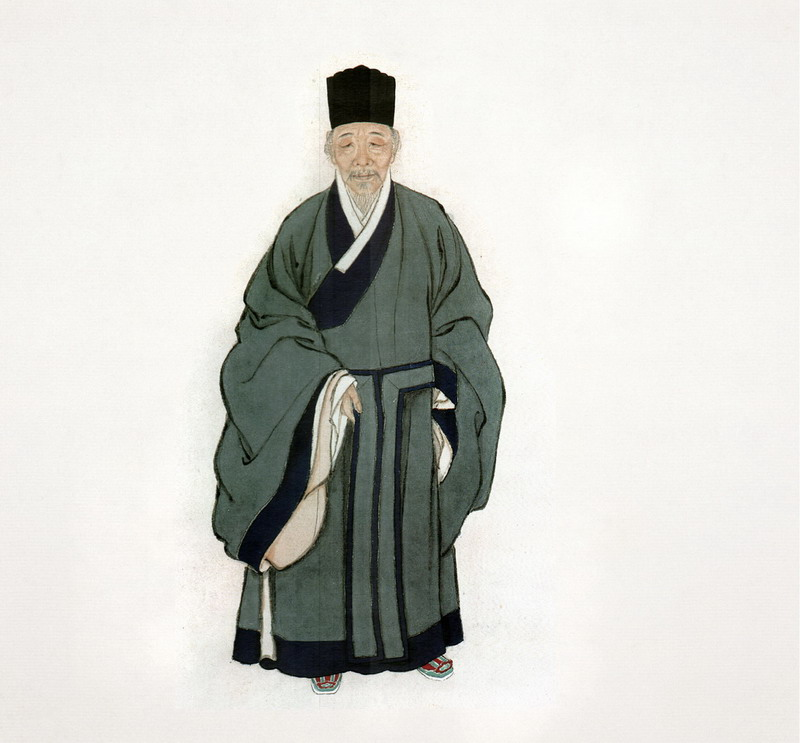
張以誡
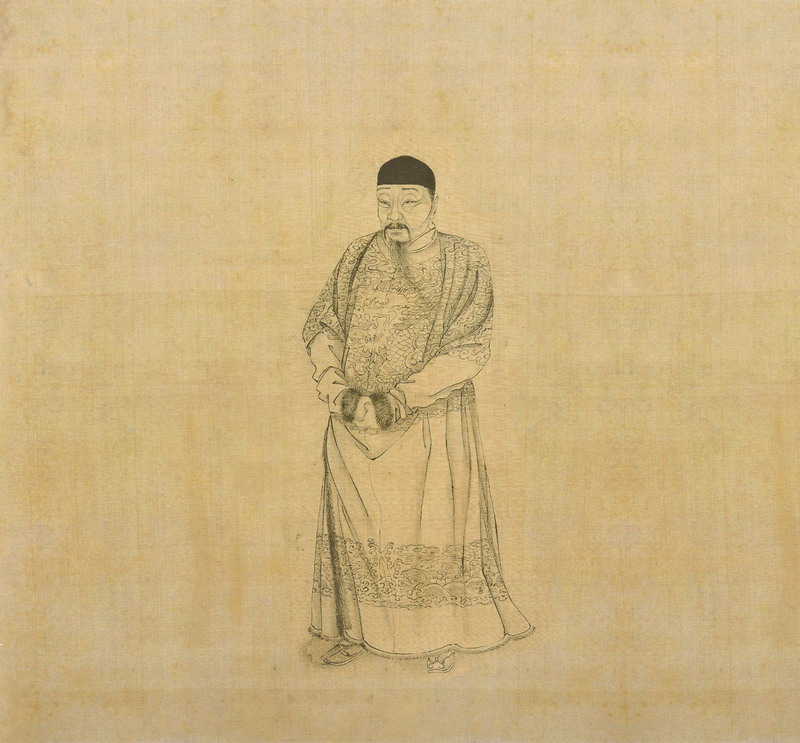
喬一琦
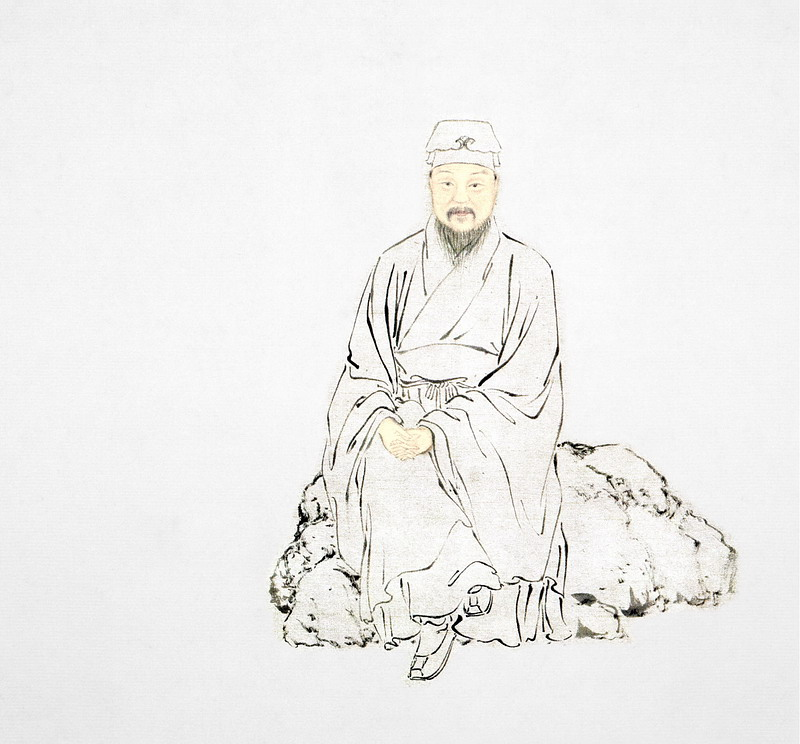
王善繼
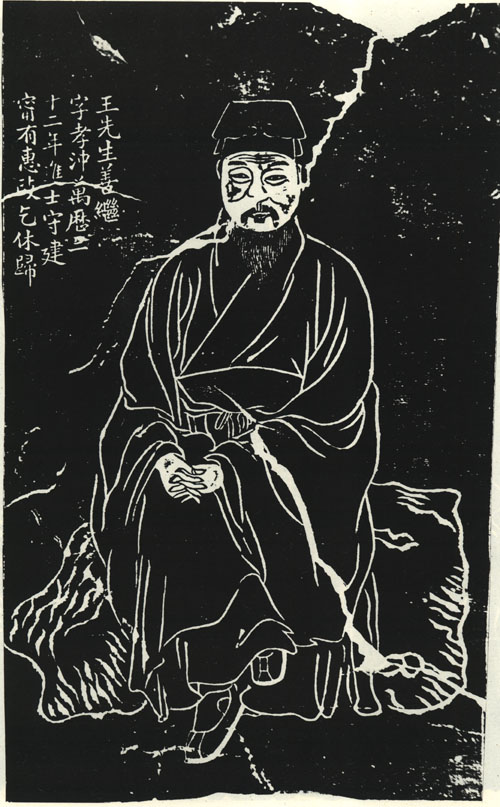
王善繼
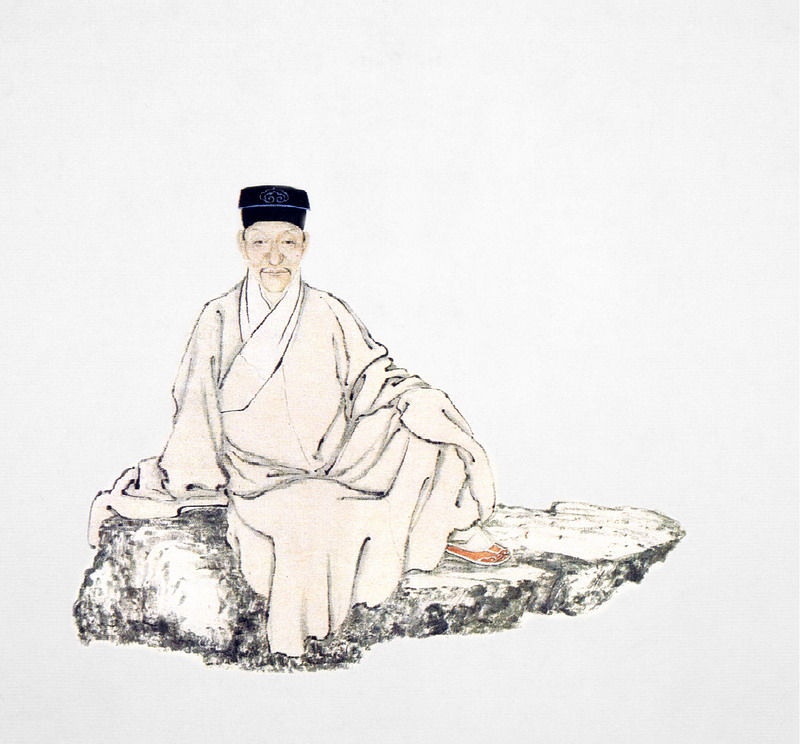
張鼐
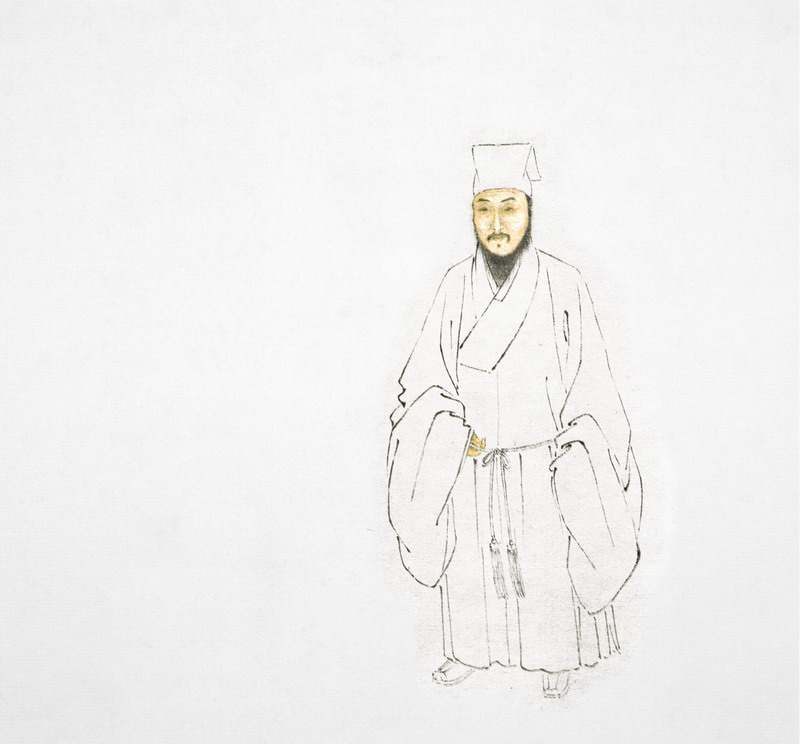
王獻吉
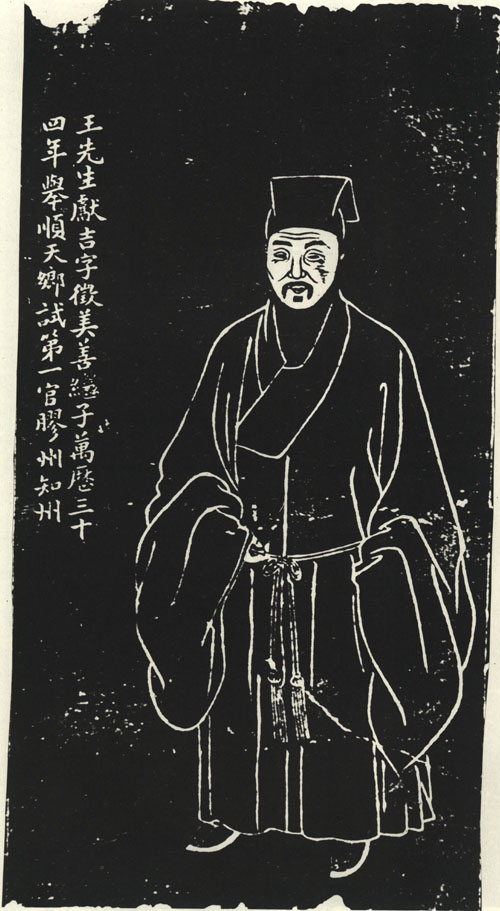
王獻吉
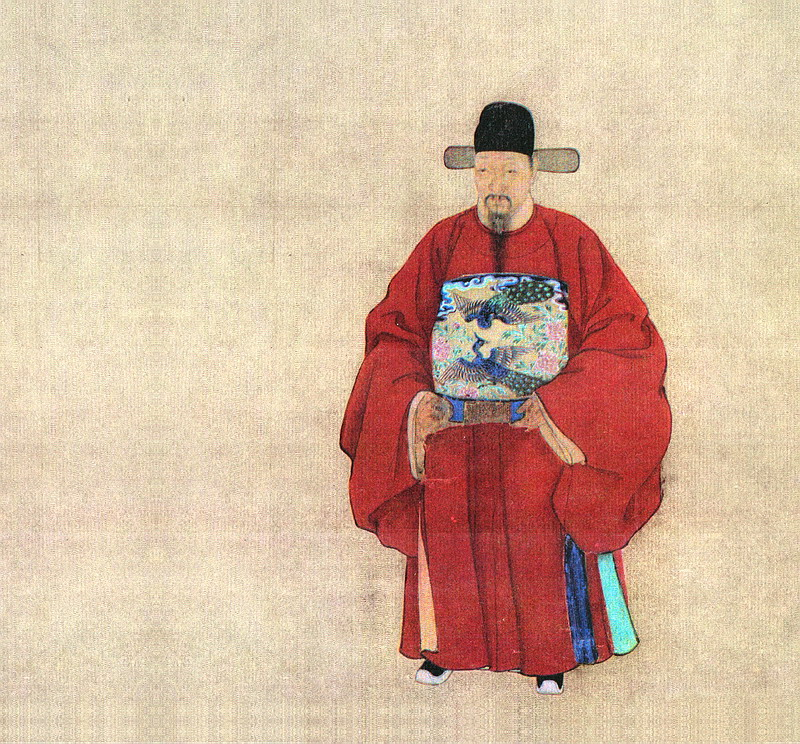
錢士貴
王元瑞
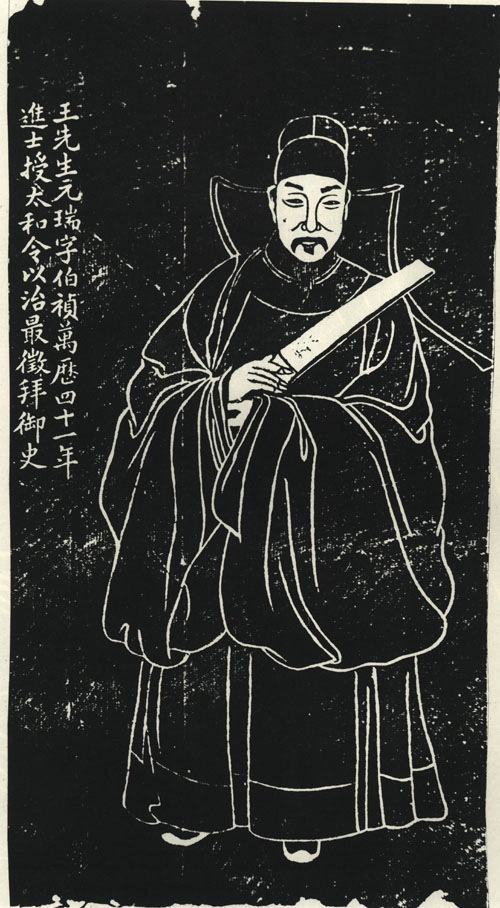
王元瑞
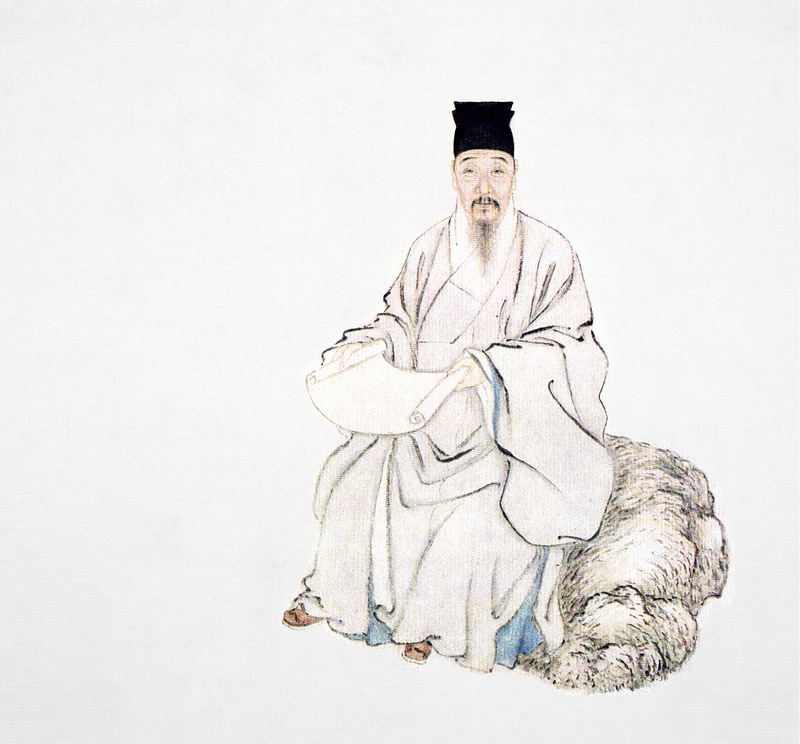
杜喬林
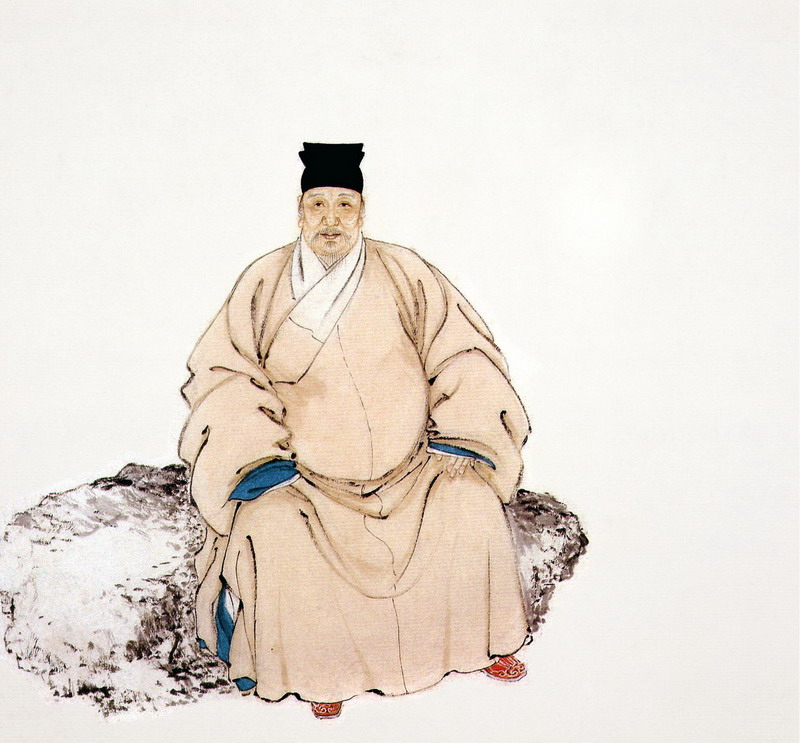
沈猶龍
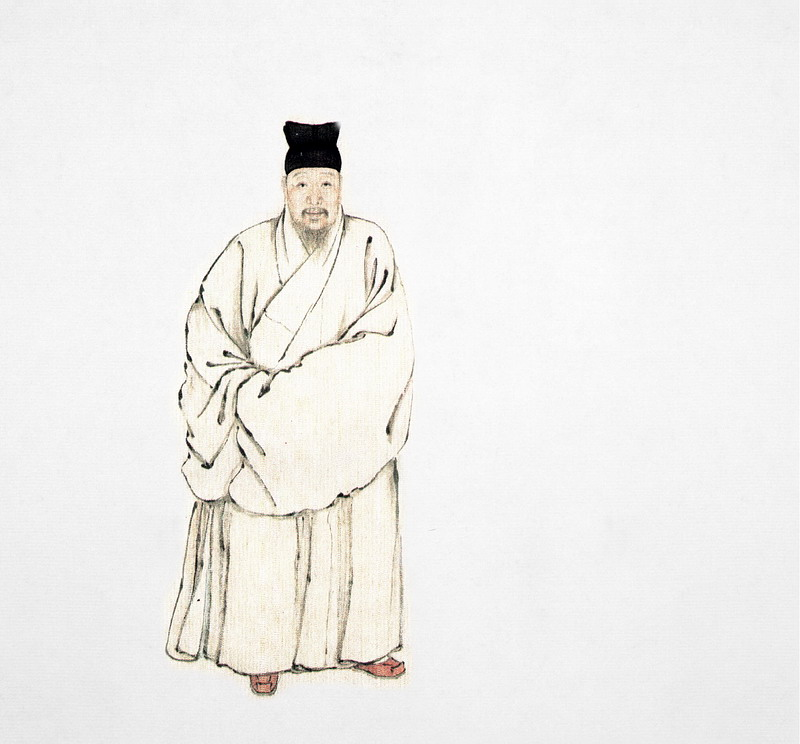
張履端
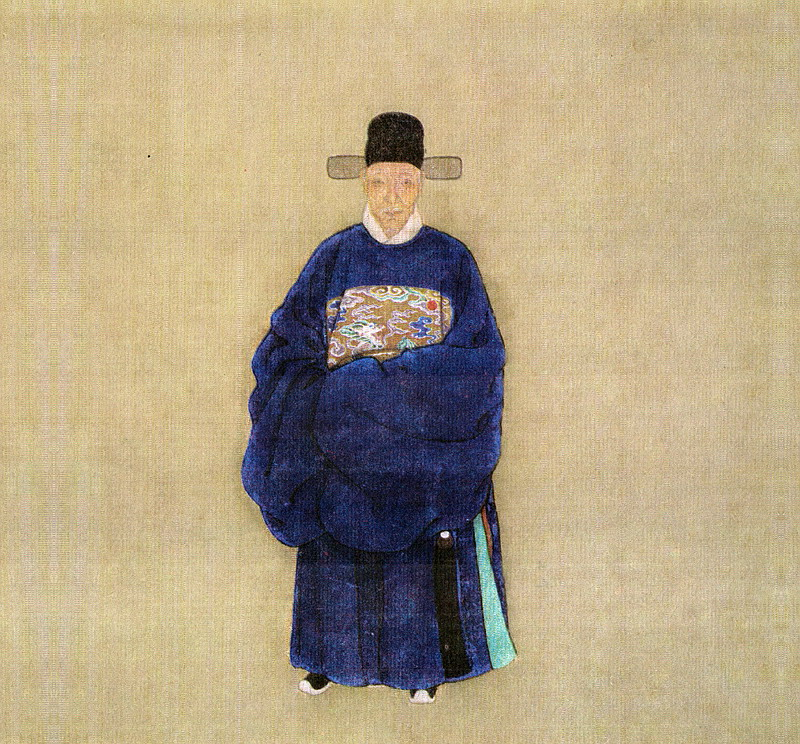
莫儼皋
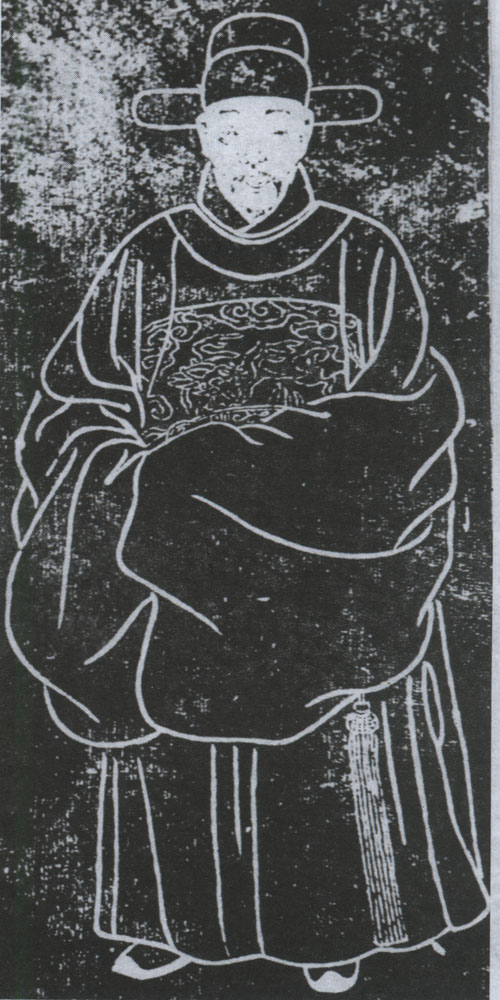
莫儼皋
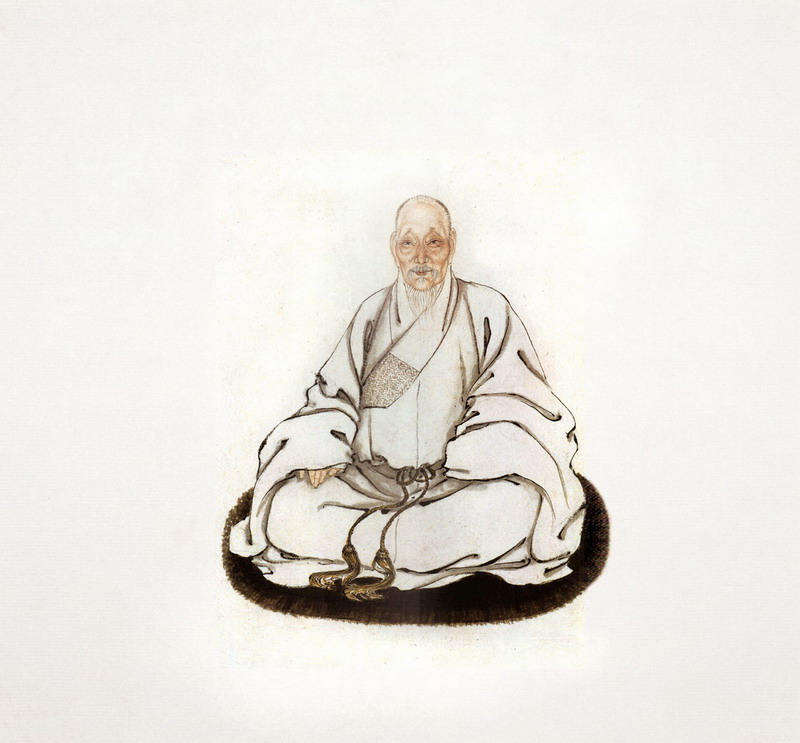
許譽卿
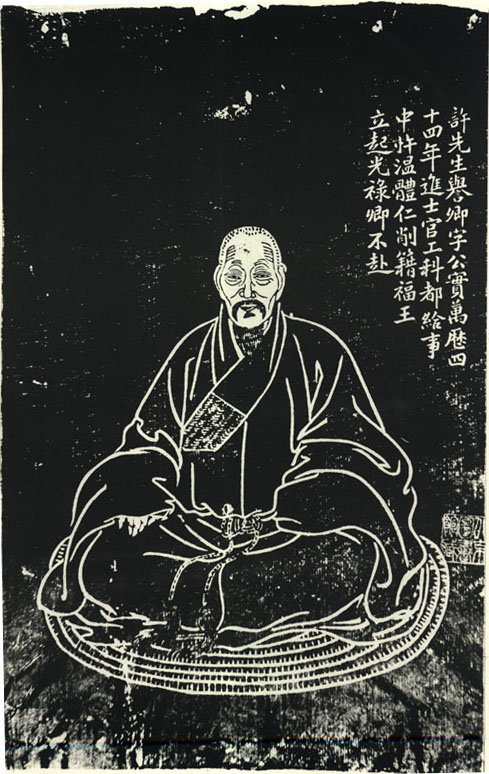
許譽卿
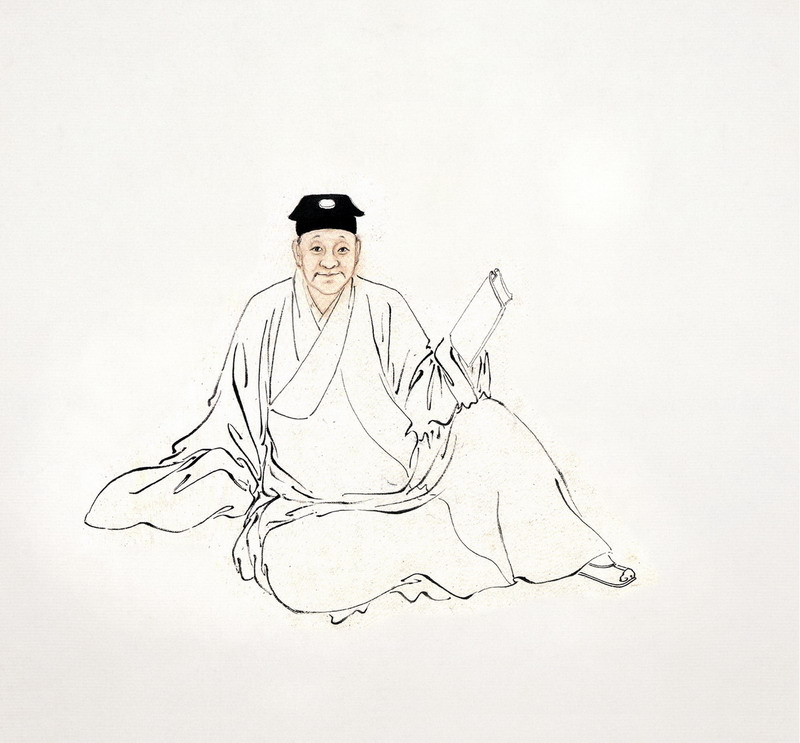
王陞
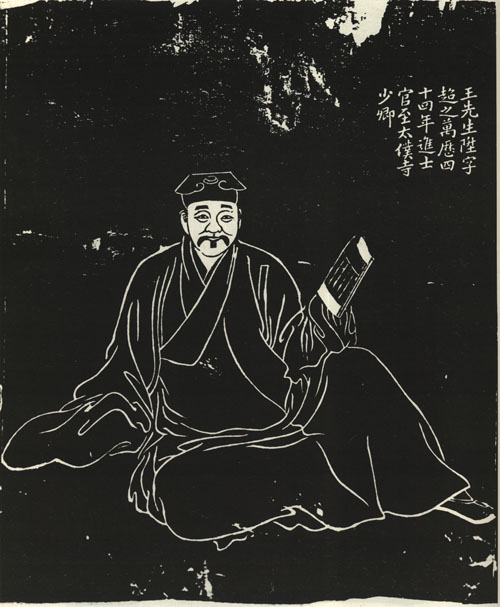
王陞
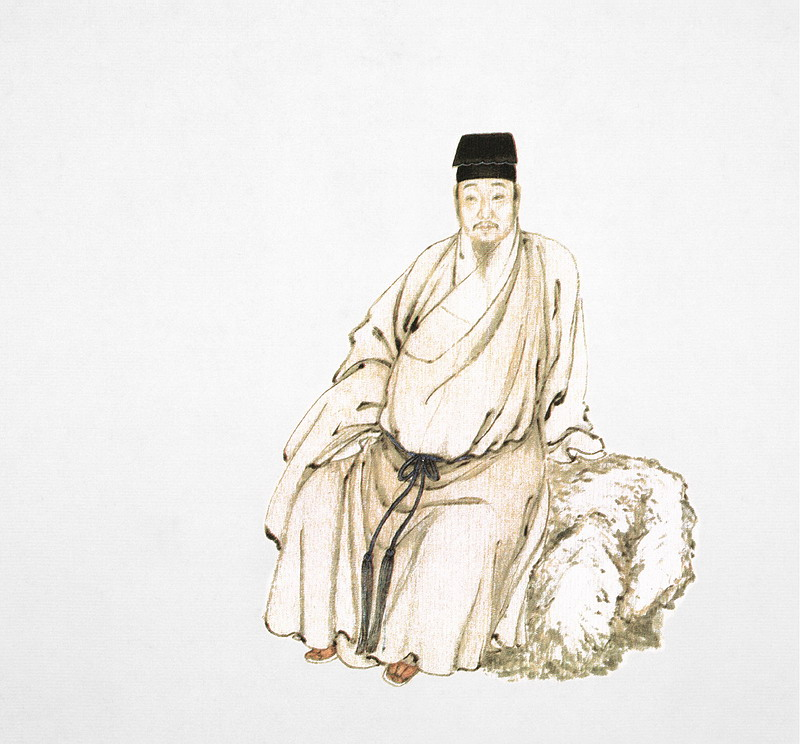
陳所聞
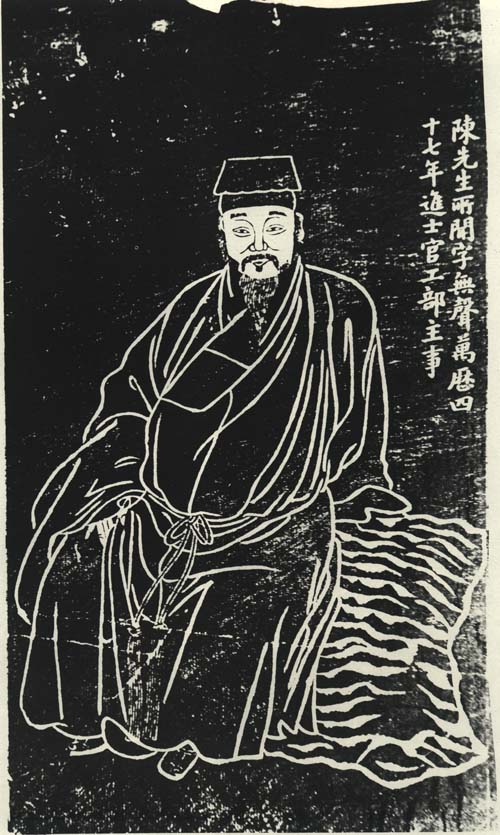
陳所聞
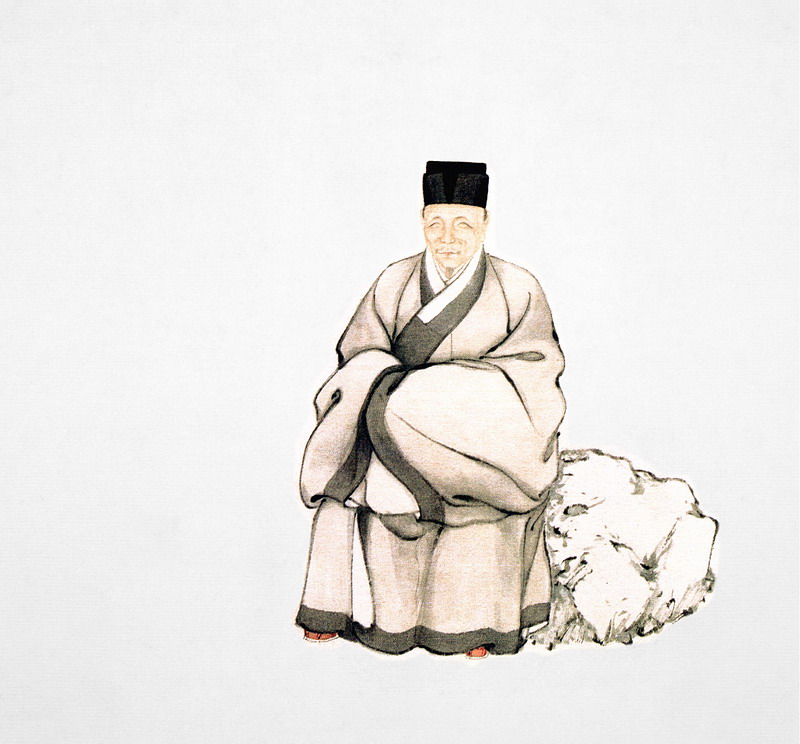
唐汝詢
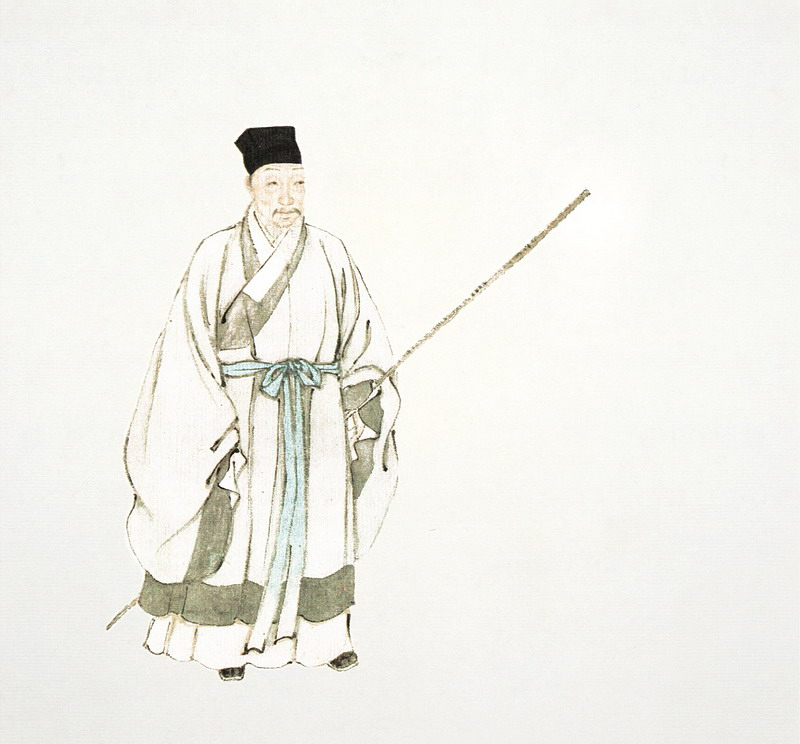
秦昌遇
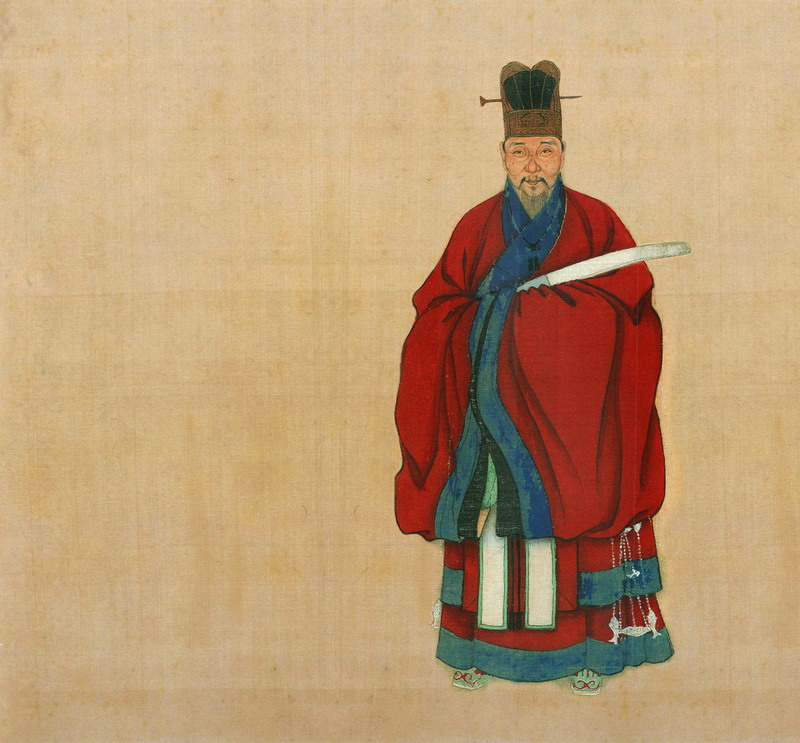
孫士美
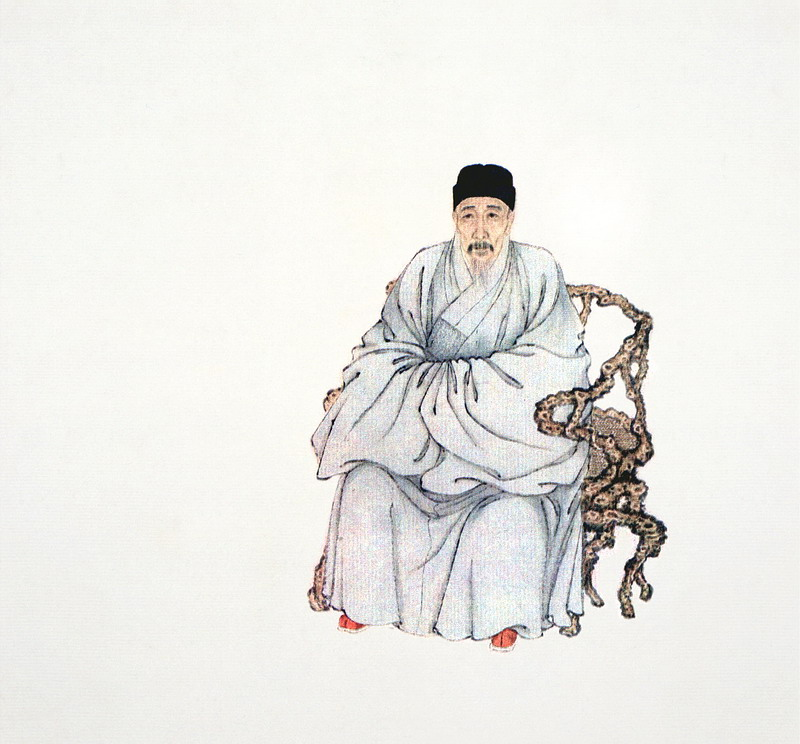
張昂之
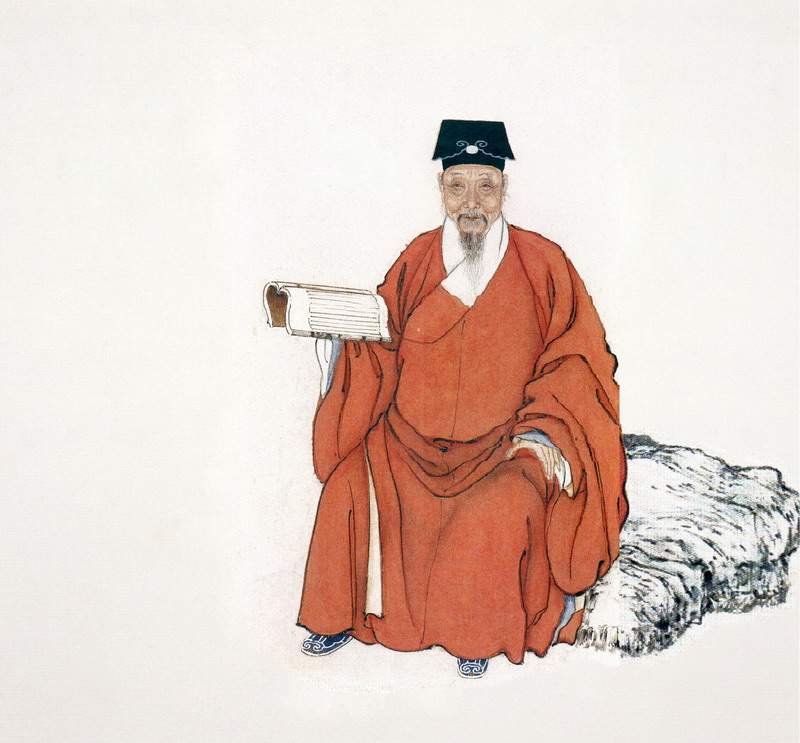
吳嘉允
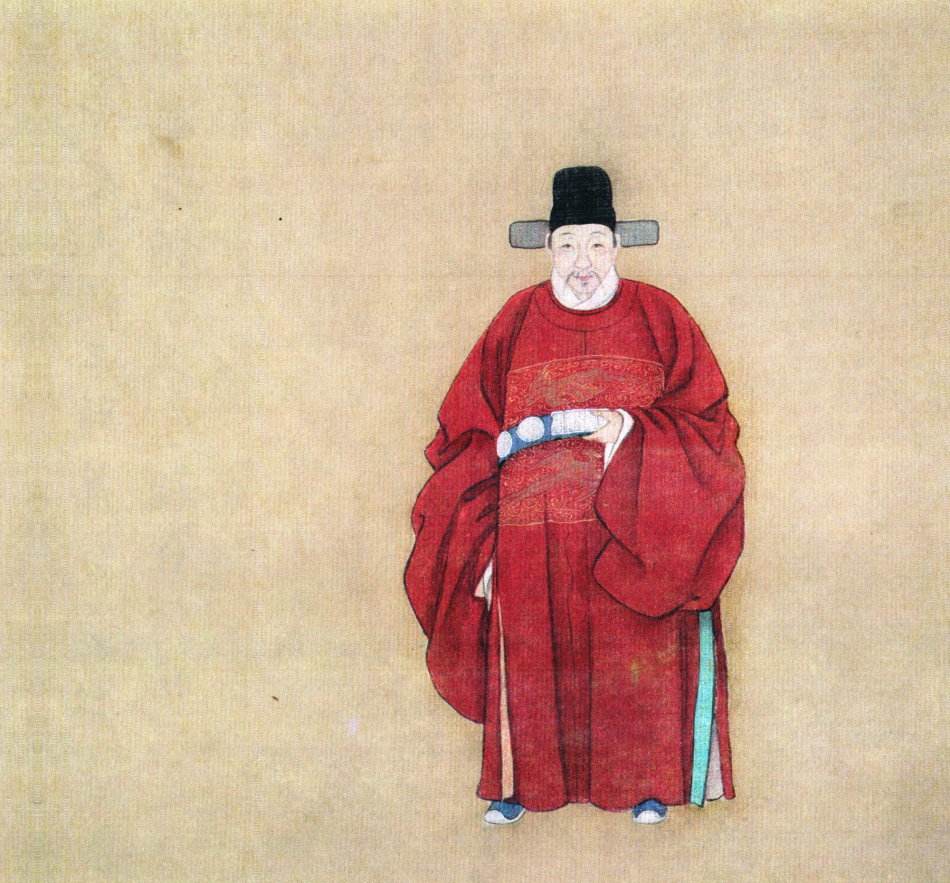
單國祚
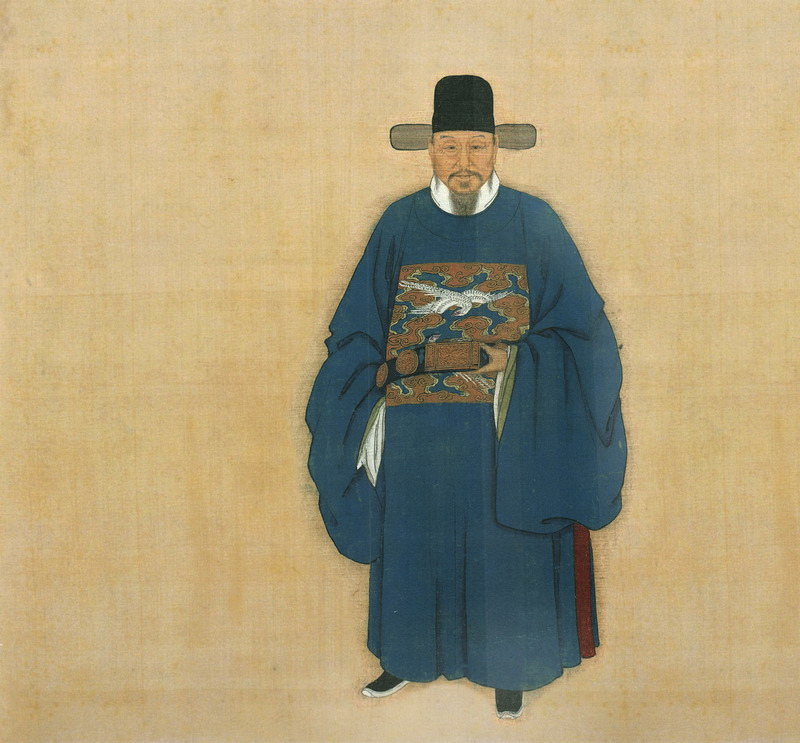
王鍾彥
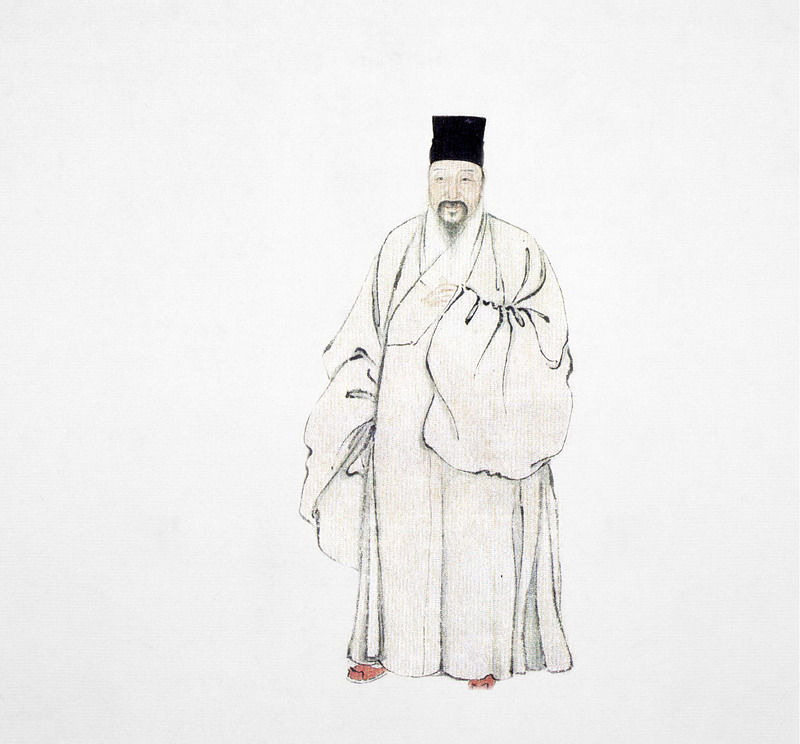
包爾庚
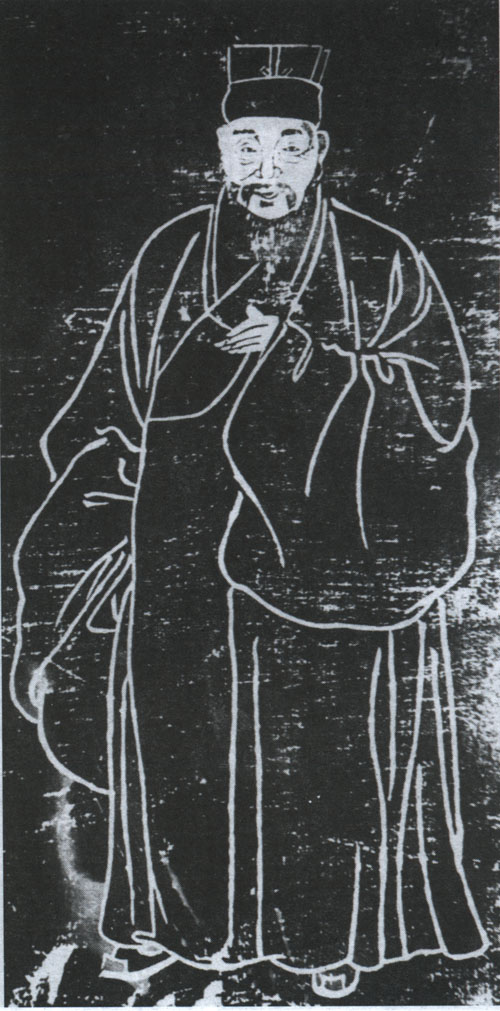
包爾庚
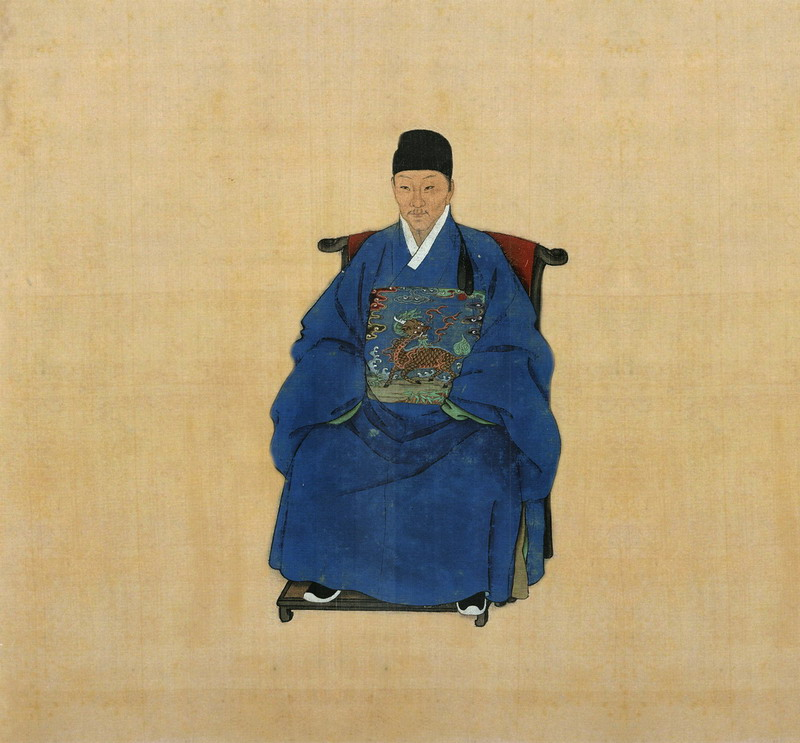
章曠
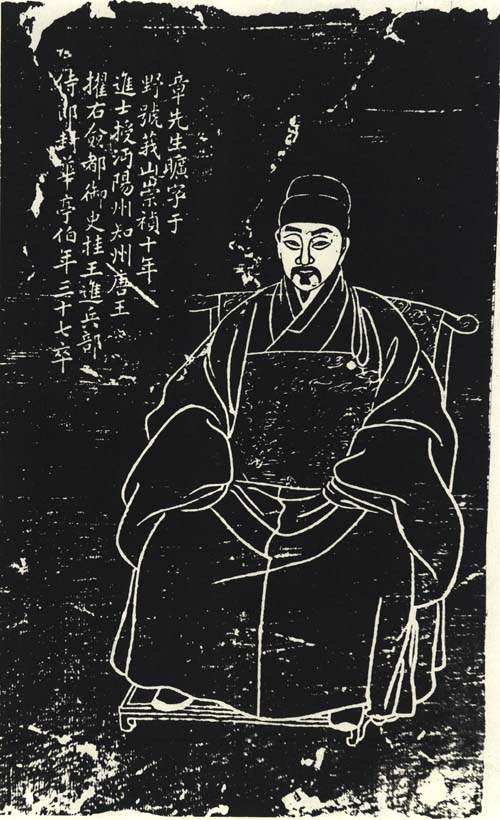
章曠
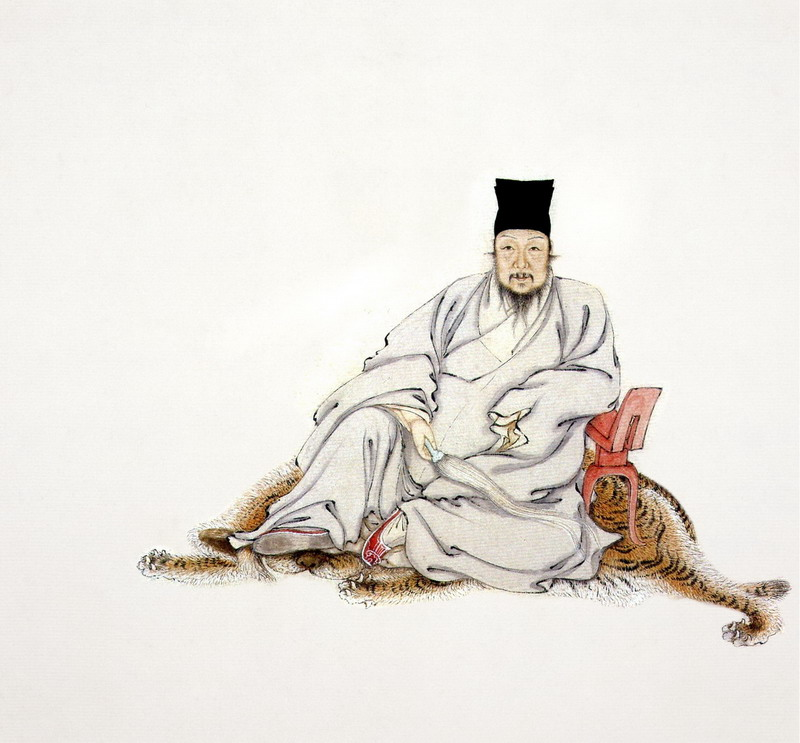
陳子龍
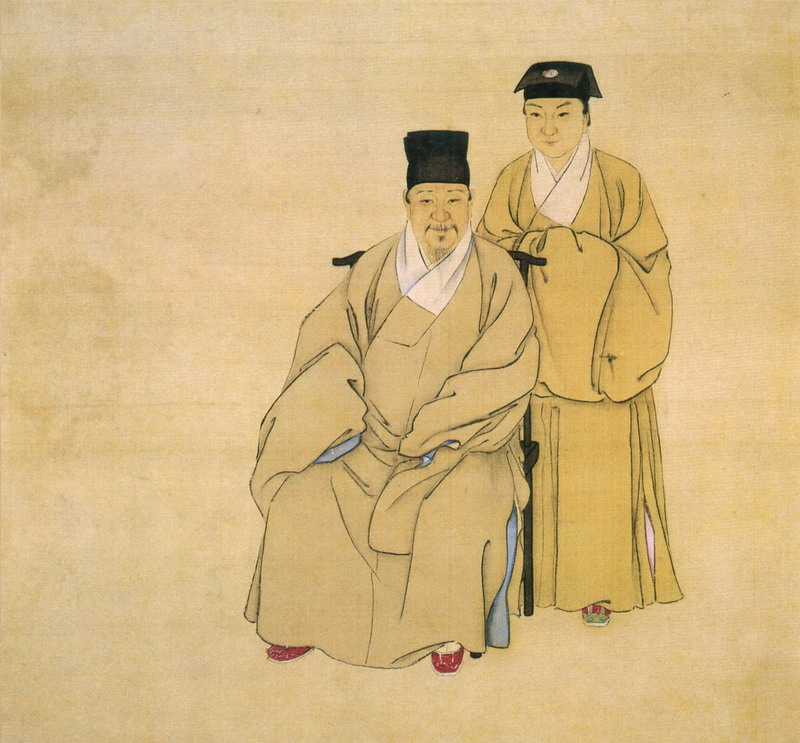
夏允彝，夏完淳
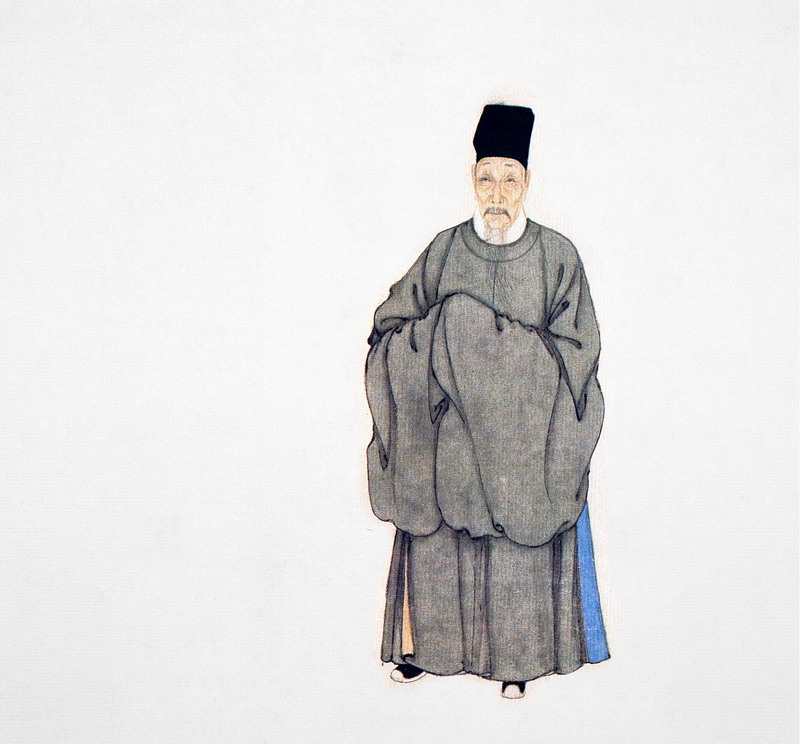
吳欽章
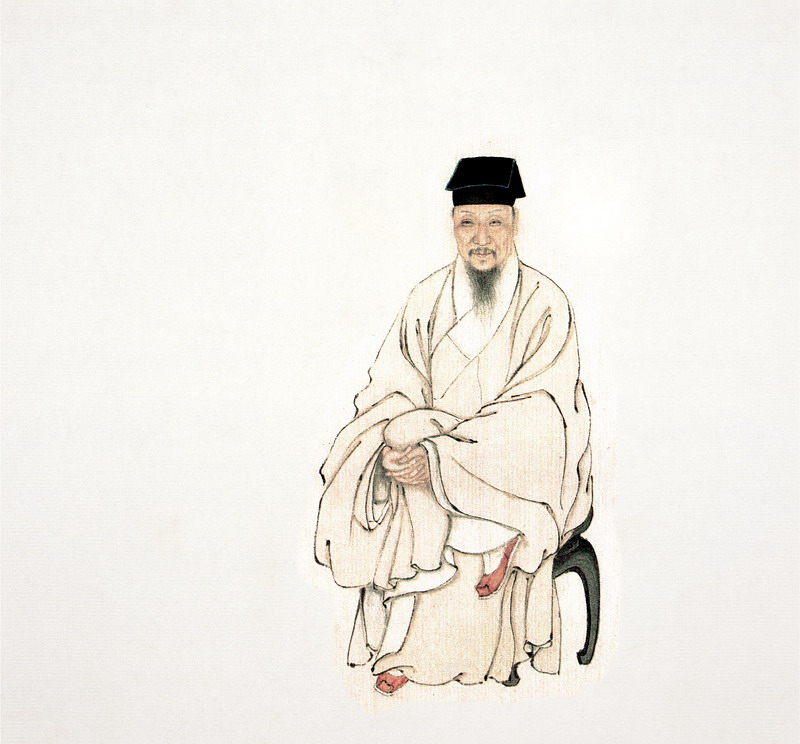
徐孚遠
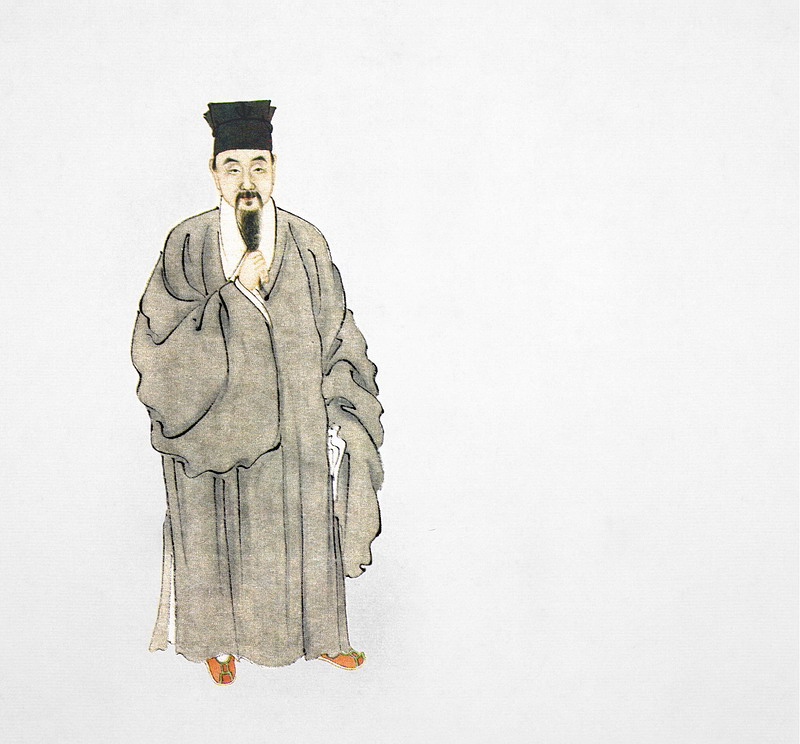
李待問
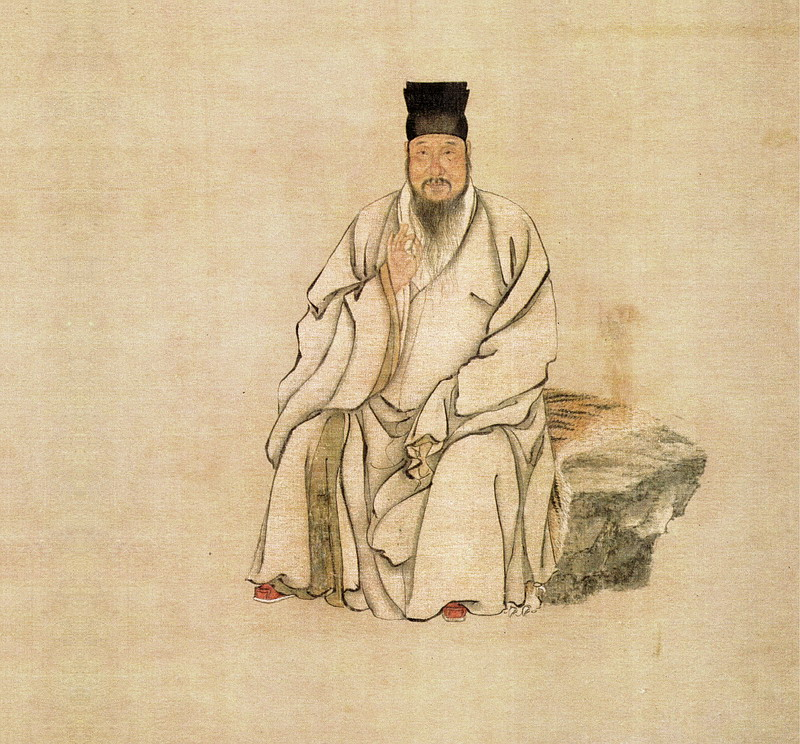
徐念祖
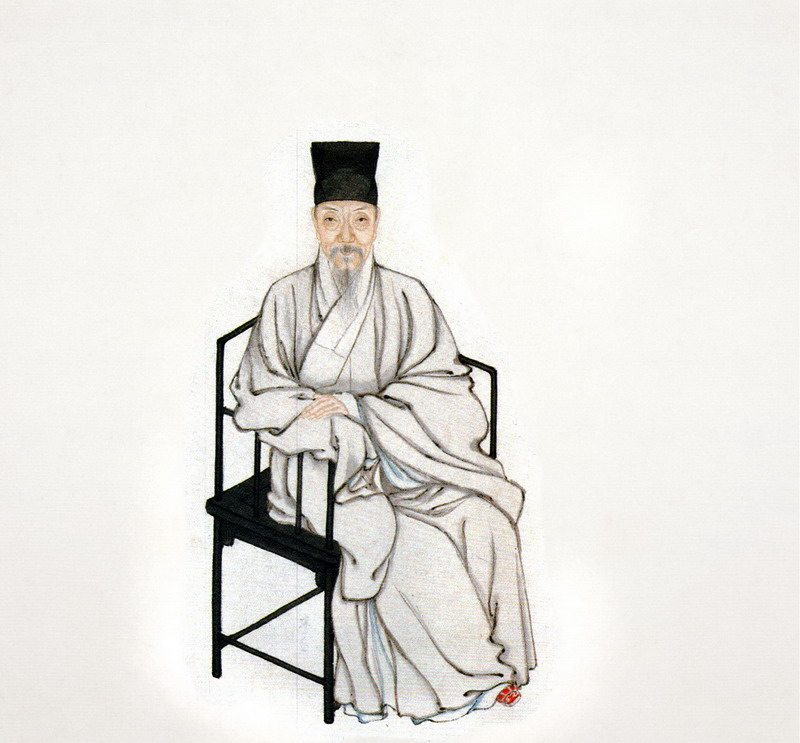
張尚文
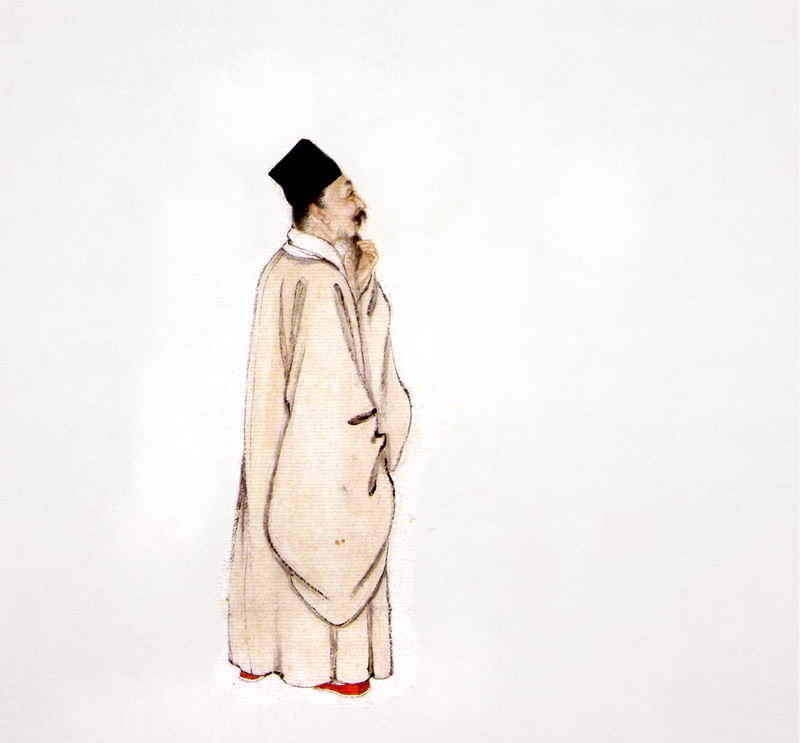
方叔毅
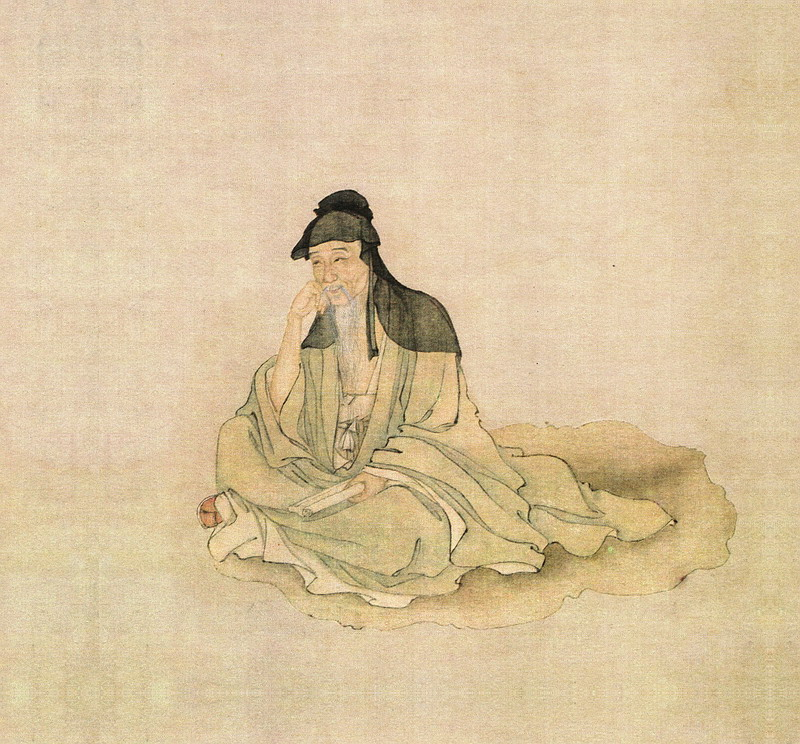
王光承
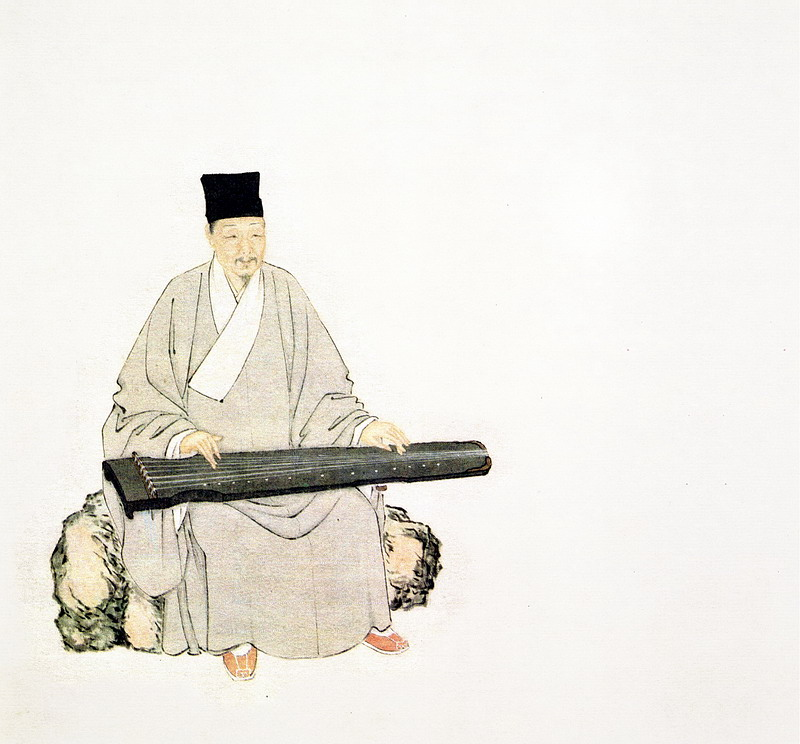
金是瀛
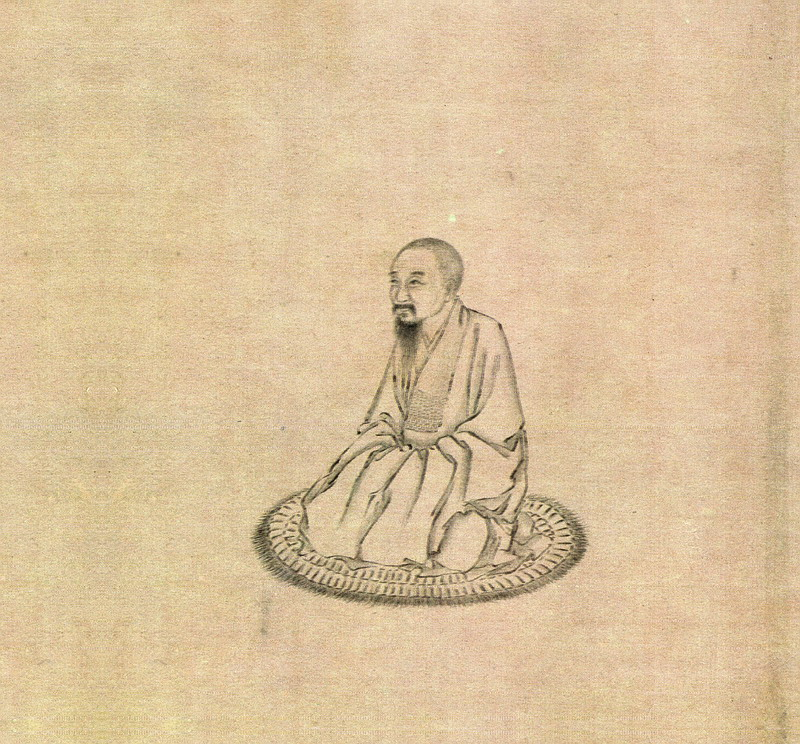
吳騏